# Lijst van vlaggen van Chileense gemeenten
Dit artikel bevat een lijst van vlaggen van Chileense gemeenten. De 346 gemeenten van Chili zijn onderverdeeld in 56 provincies, en deze in 16 regio's.

## Antofagasta

Antofagasta
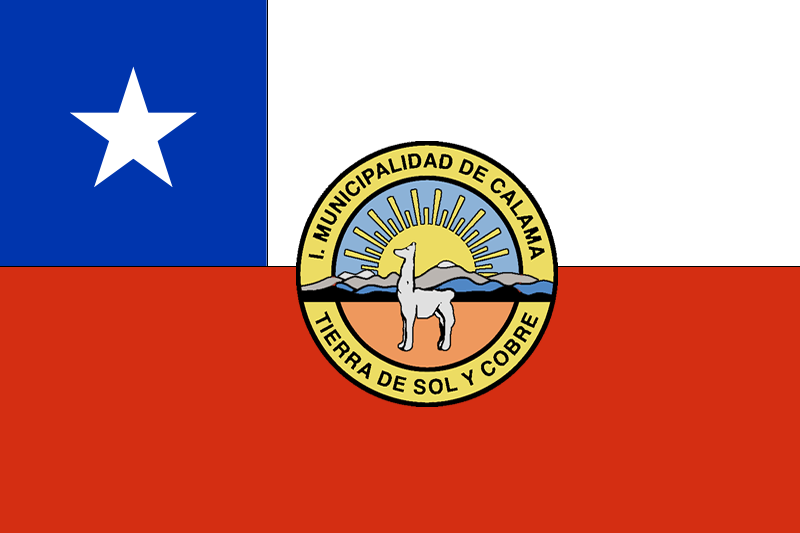
Calama
María Elena
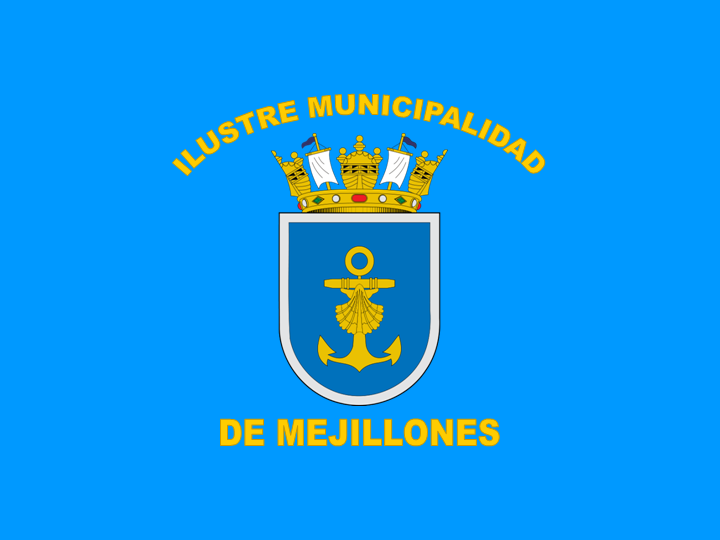
Mejillones
Ollagüe
San Pedro de Atacama
Sierra Gorda
Taltal
Tocopilla

## Araucanía

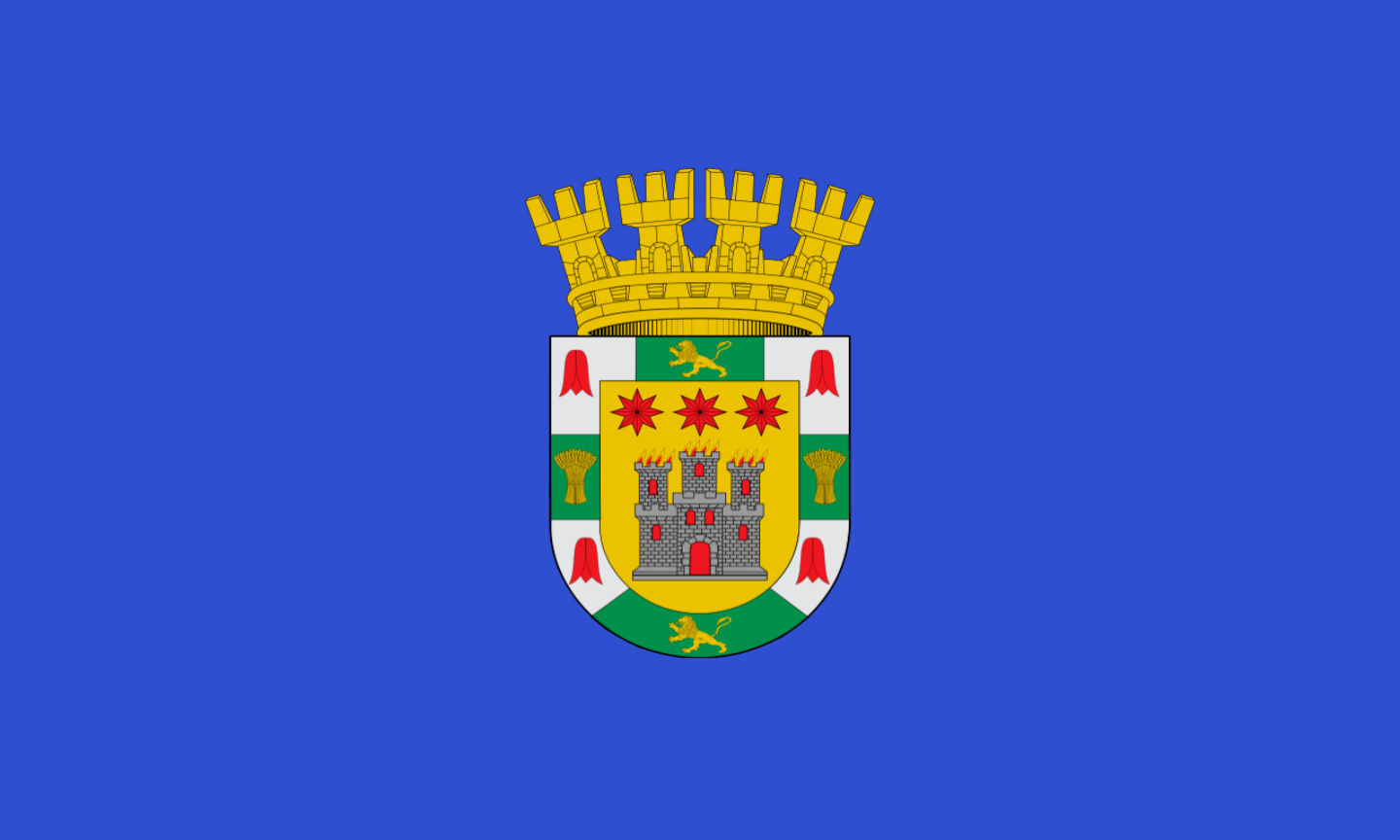
Angol
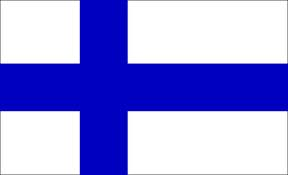
Carahue
Cholchol
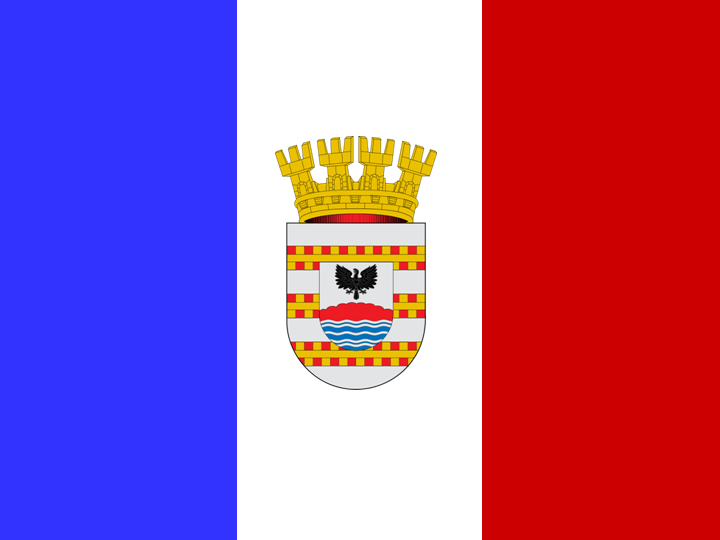
Collipulli
Cunco
Curacautín
Curarrehue
Ercilla
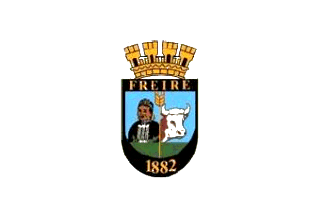
Freire
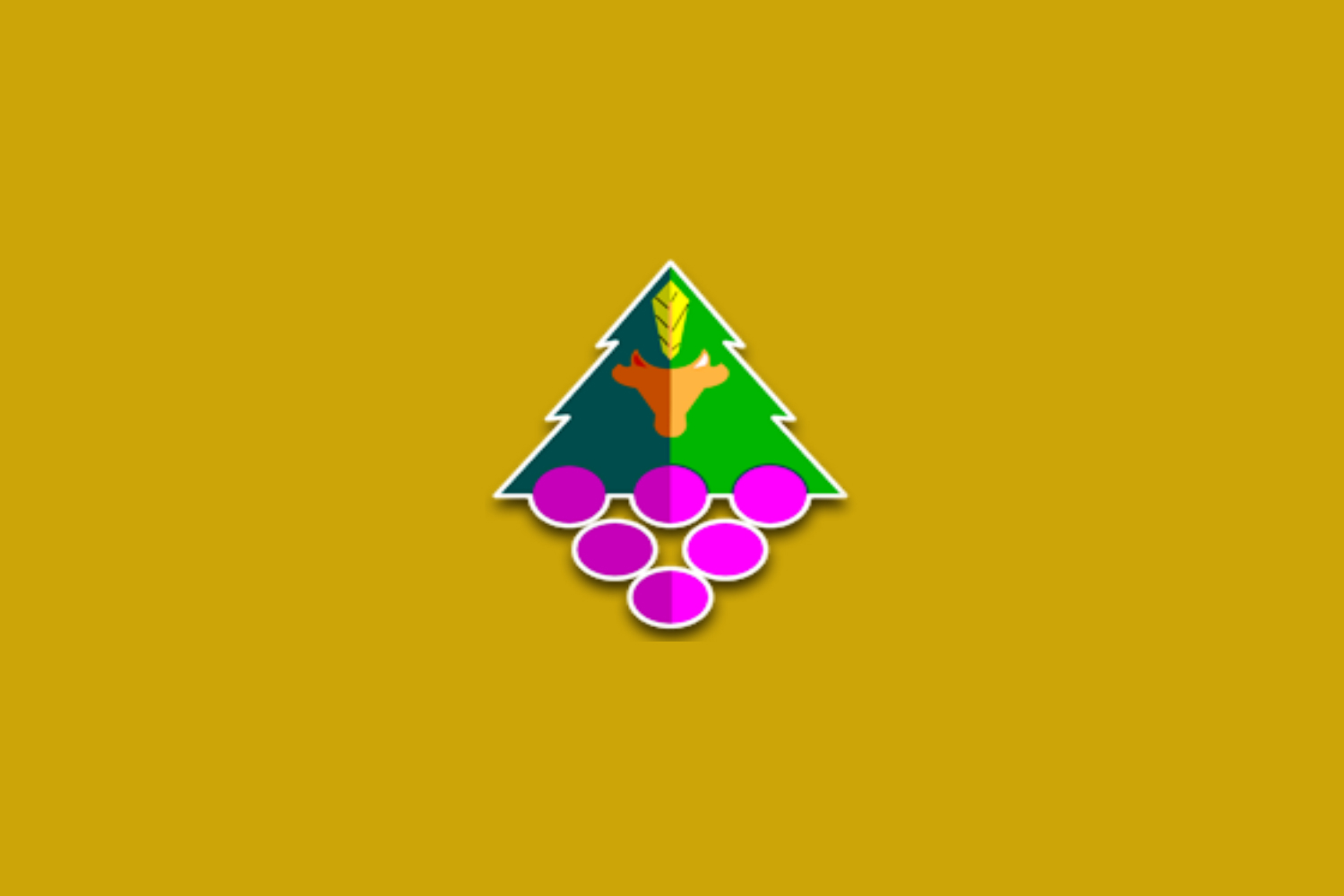
Galvarino
Gorbea
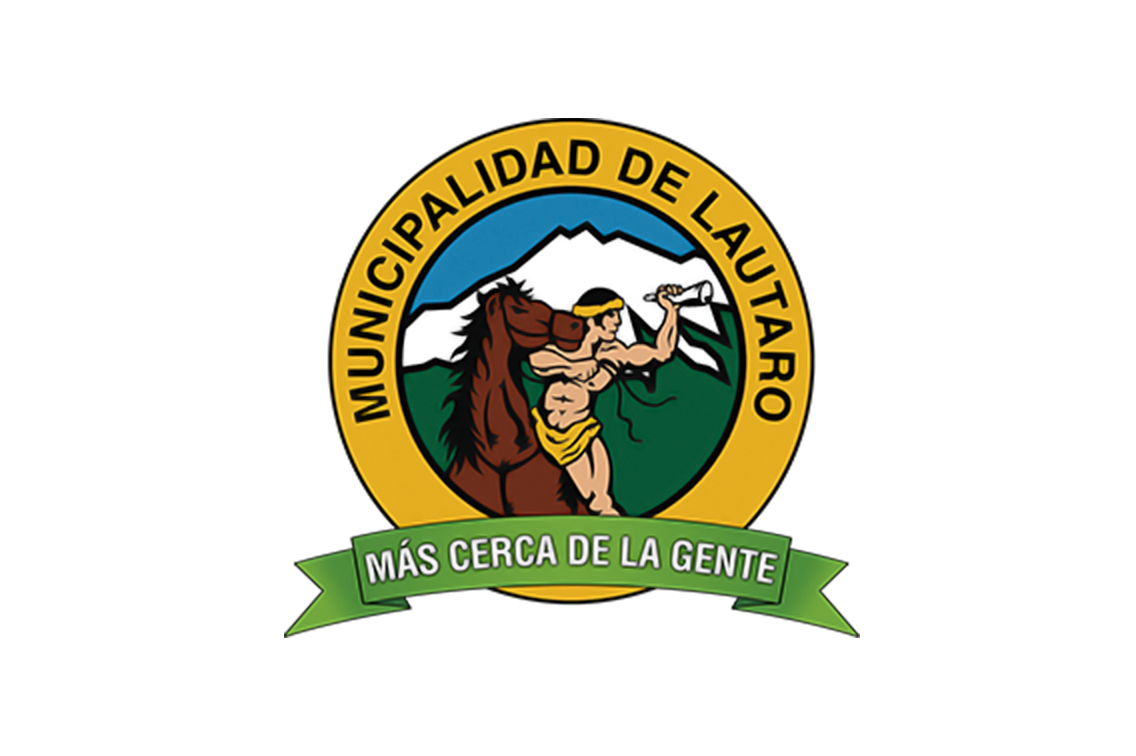
Lautaro
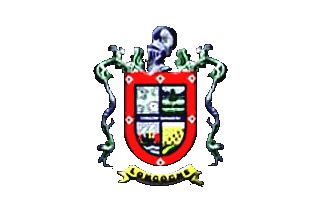
Loncoche
Lonquimay
Los Sauces
Lumaco
Melipeuco
Nueva Imperial
Padre Las Casas
Perquenco
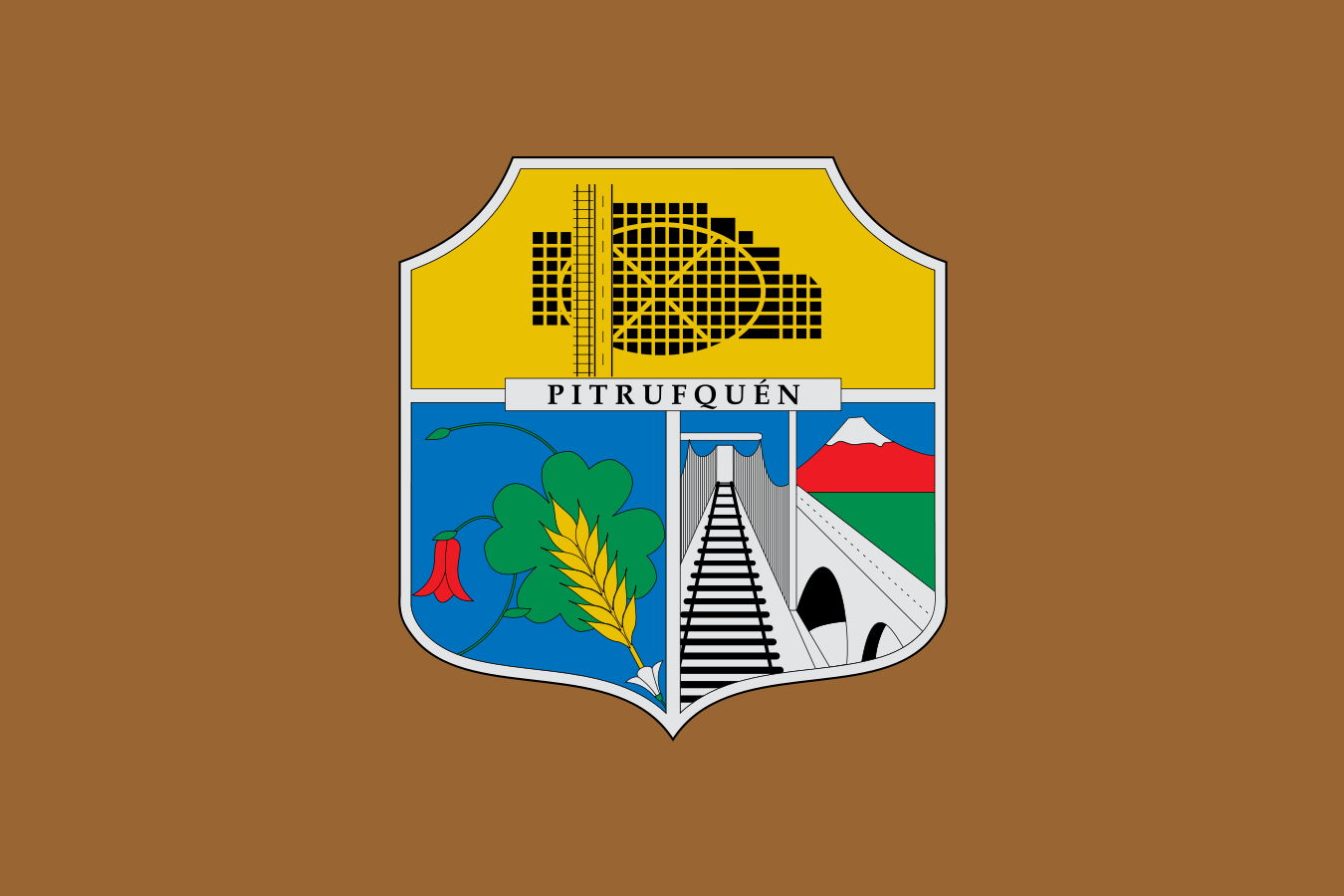
Pitrufquén
Pucón
Purén
Renaico
Saavedra
Temuco
Teodoro Schmidt
Toltén
Traiguén
Victoria
Vilcún
Villarrica

## Arica y Parinacota

Arica
Camarones
General Lagos
Putre

## Atacama

Alto del Carmen
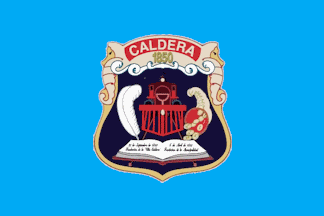
Caldera
Chañaral
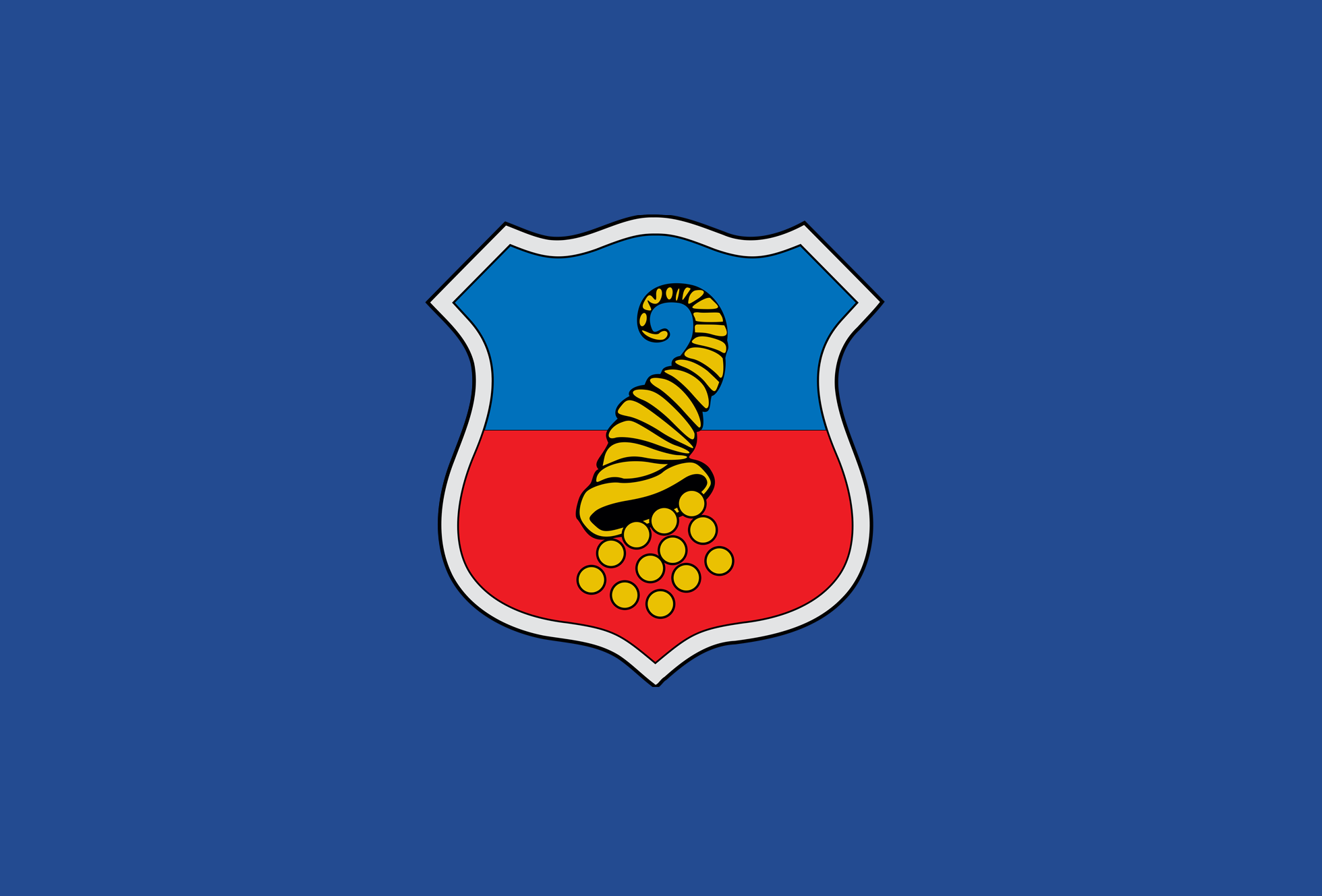
Copiapó
Diego de Almagro
Freirina
Huasco
Tierra Amarilla
Vallenar

## Aysén del General Carlos Ibáñez del Campo

Aysén
Chile Chico
Cisnes
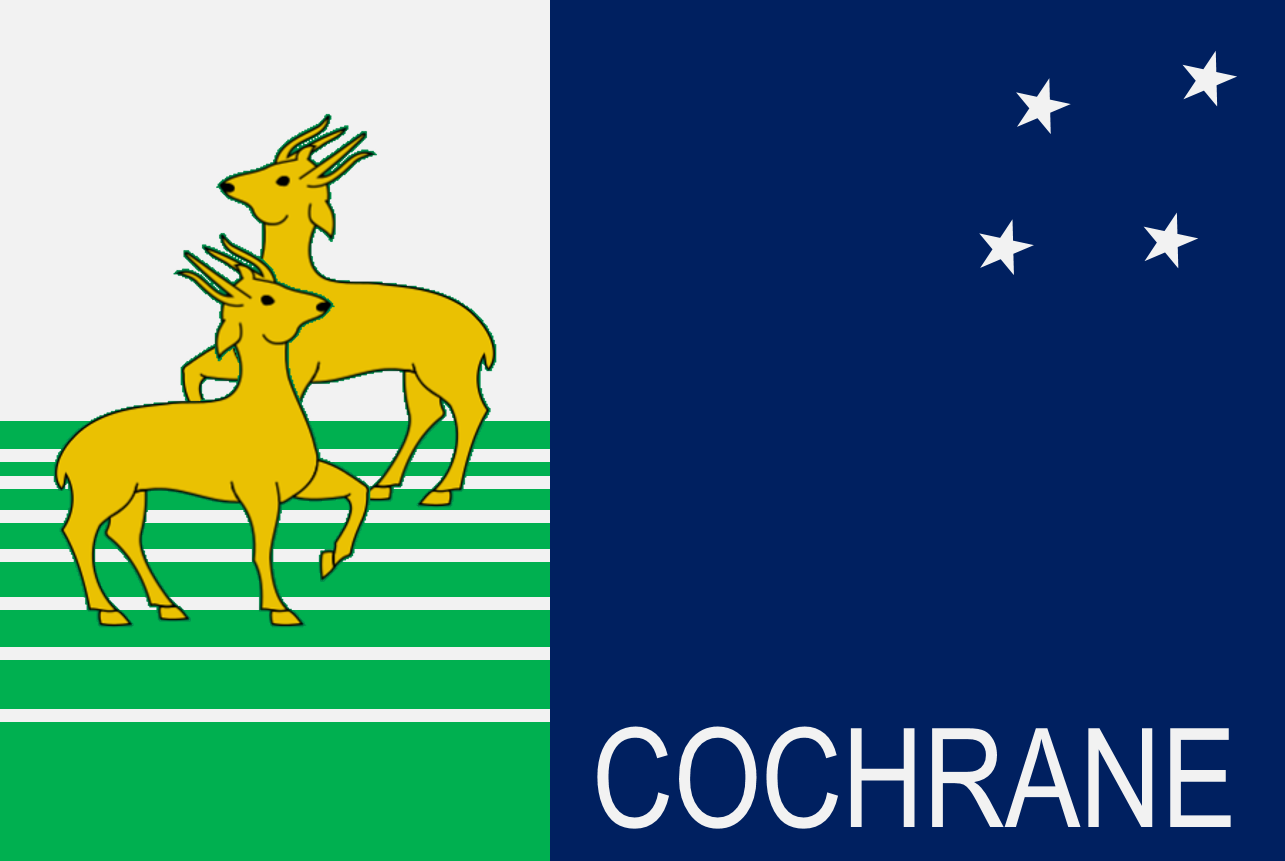
Cochrane
Coyhaique
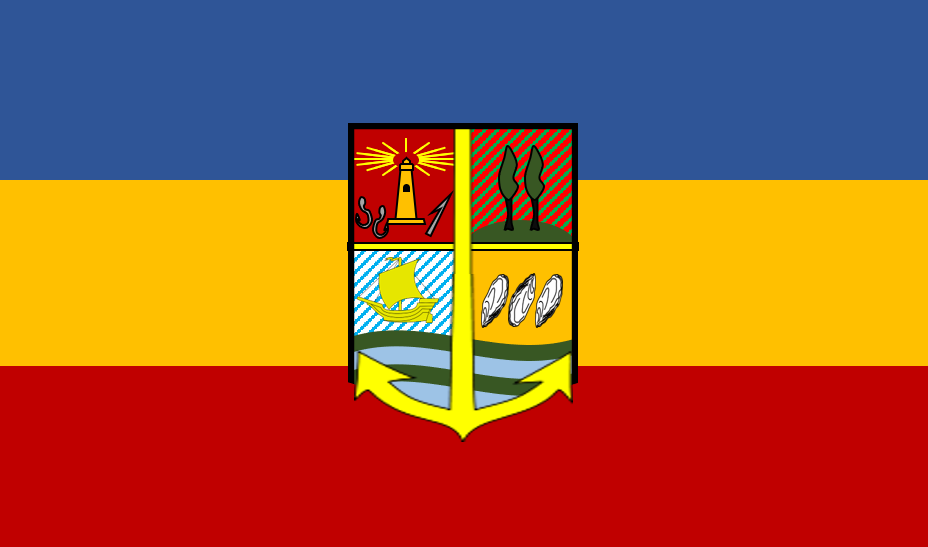
Guaitecas
Lago Verde
O'Higgins
Río Ibáñez
Tortel

## Biobío

Alto Biobío
Antuco
Arauco
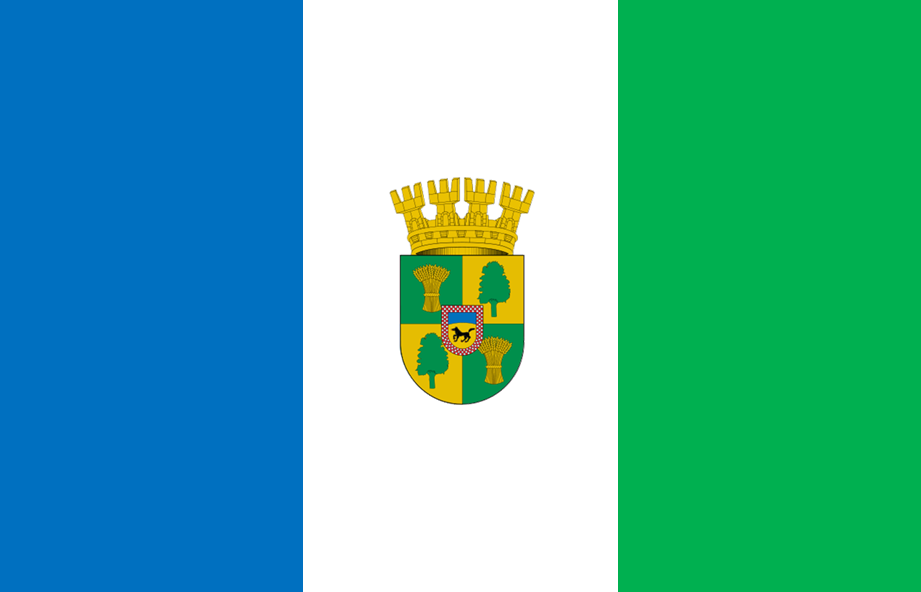
Cabrero
Cañete
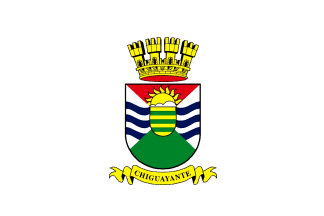
Chiguayante
Concepción
Contulmo
Coronel
Curanilahue
Florida
Hualpén
Hualqui
Laja
Lebu
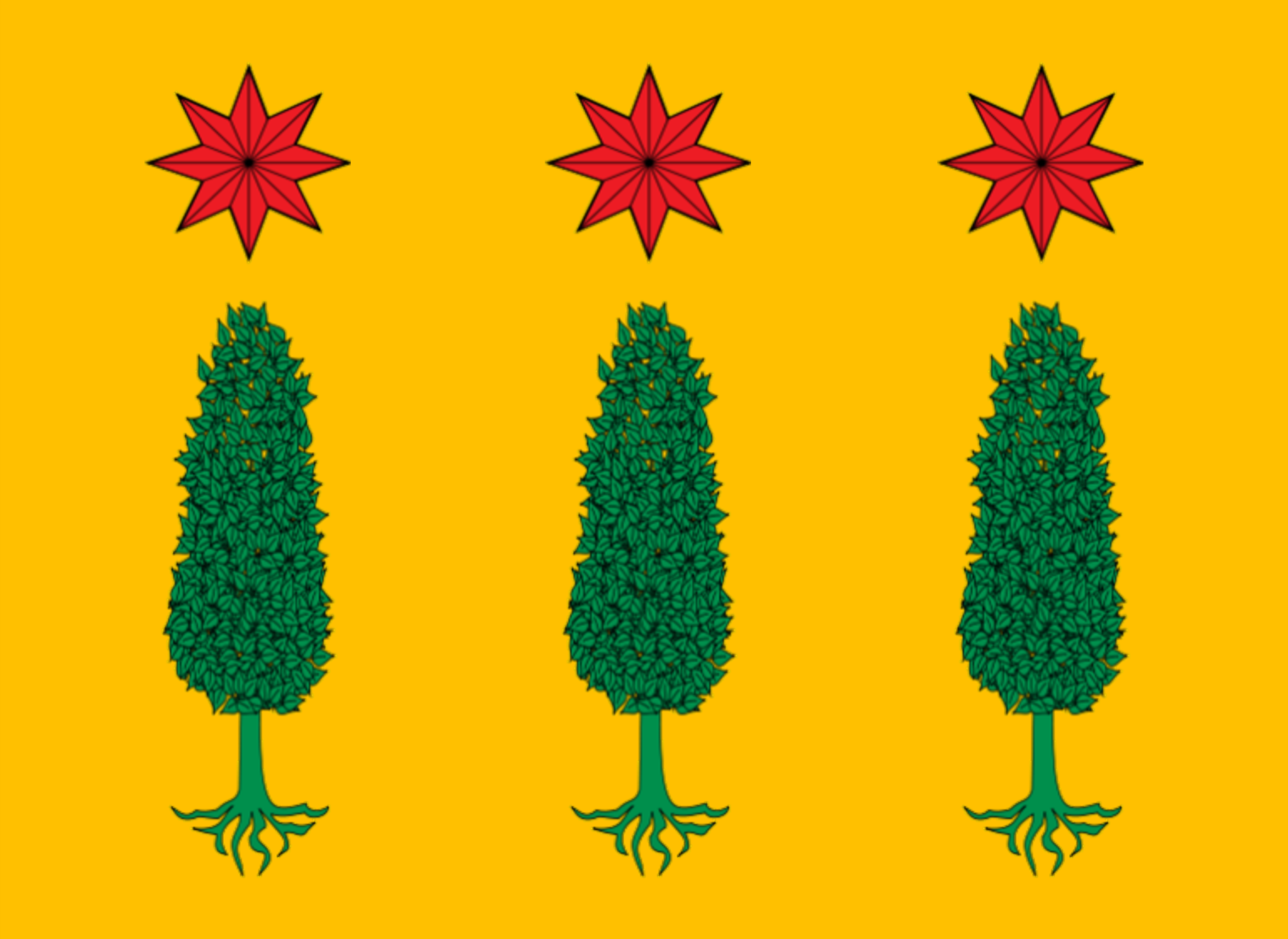
Los Álamos
Los Ángeles
Lota
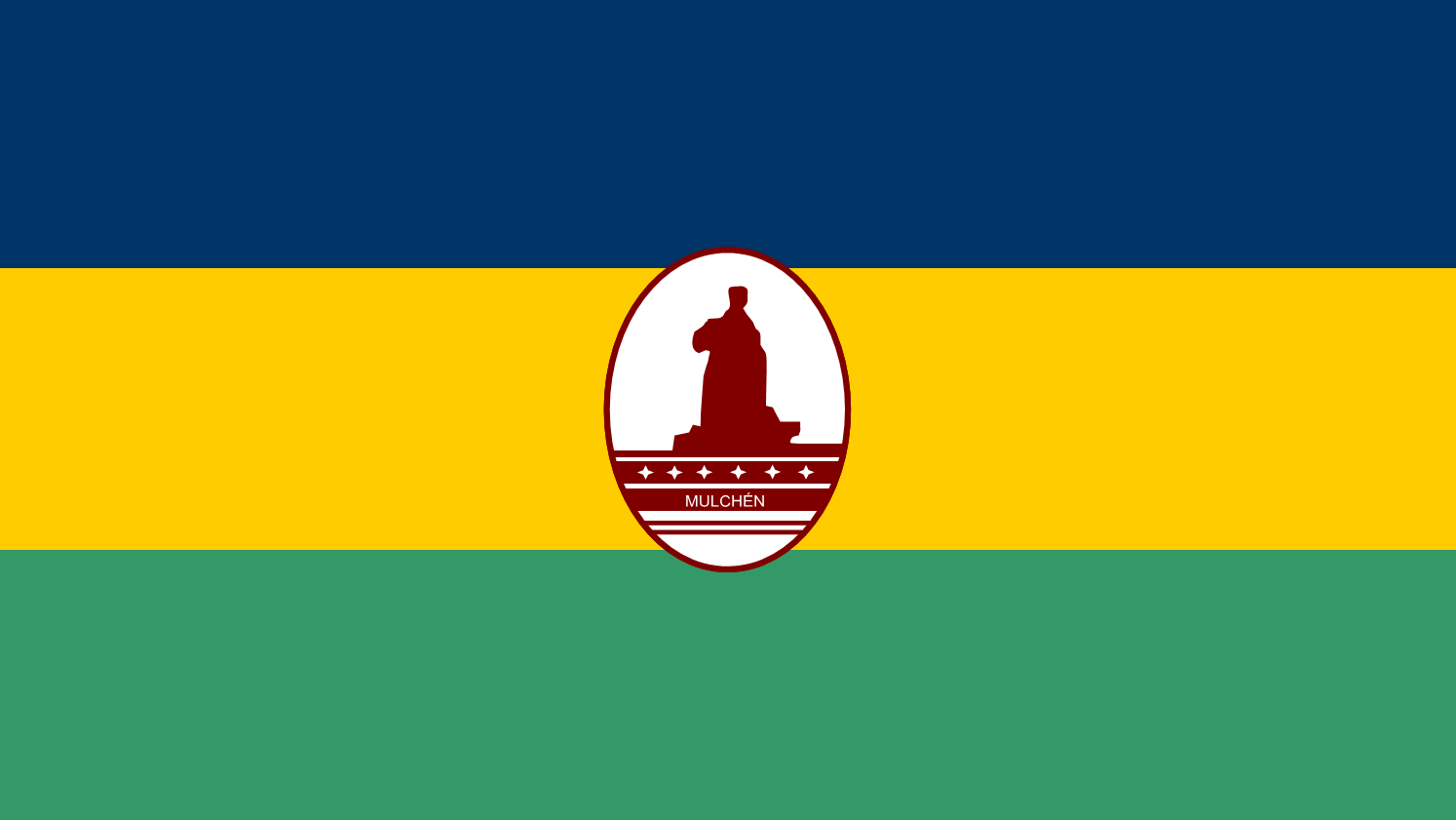
Mulchén
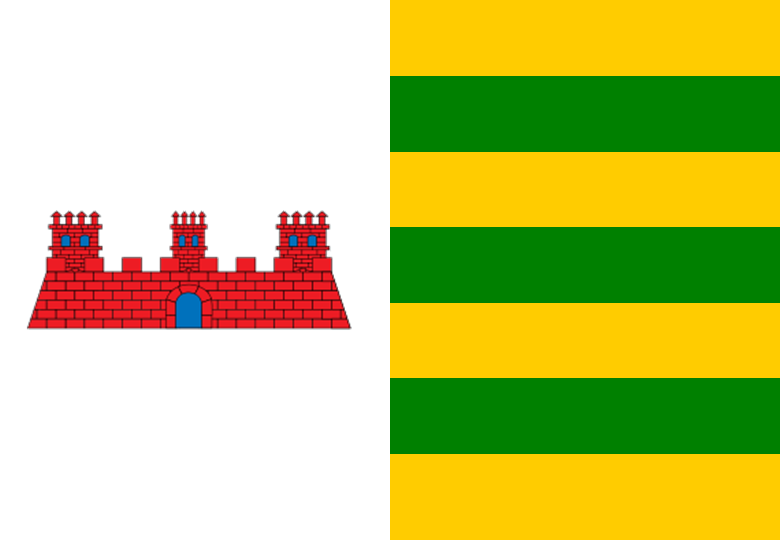
Nacimiento
Negrete
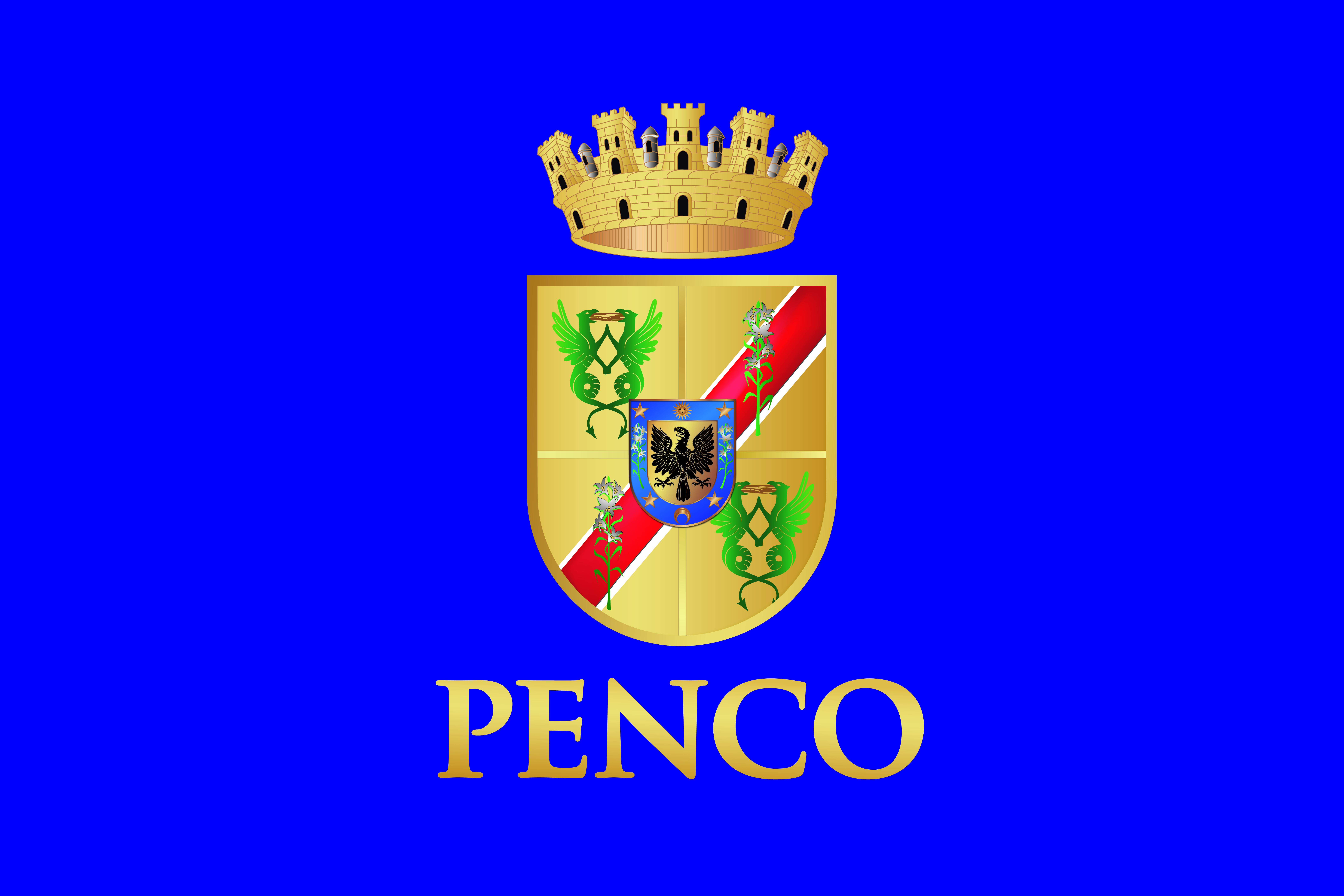
Penco
Quilaco
Quilleco
San Pedro de la Paz
San Rosendo
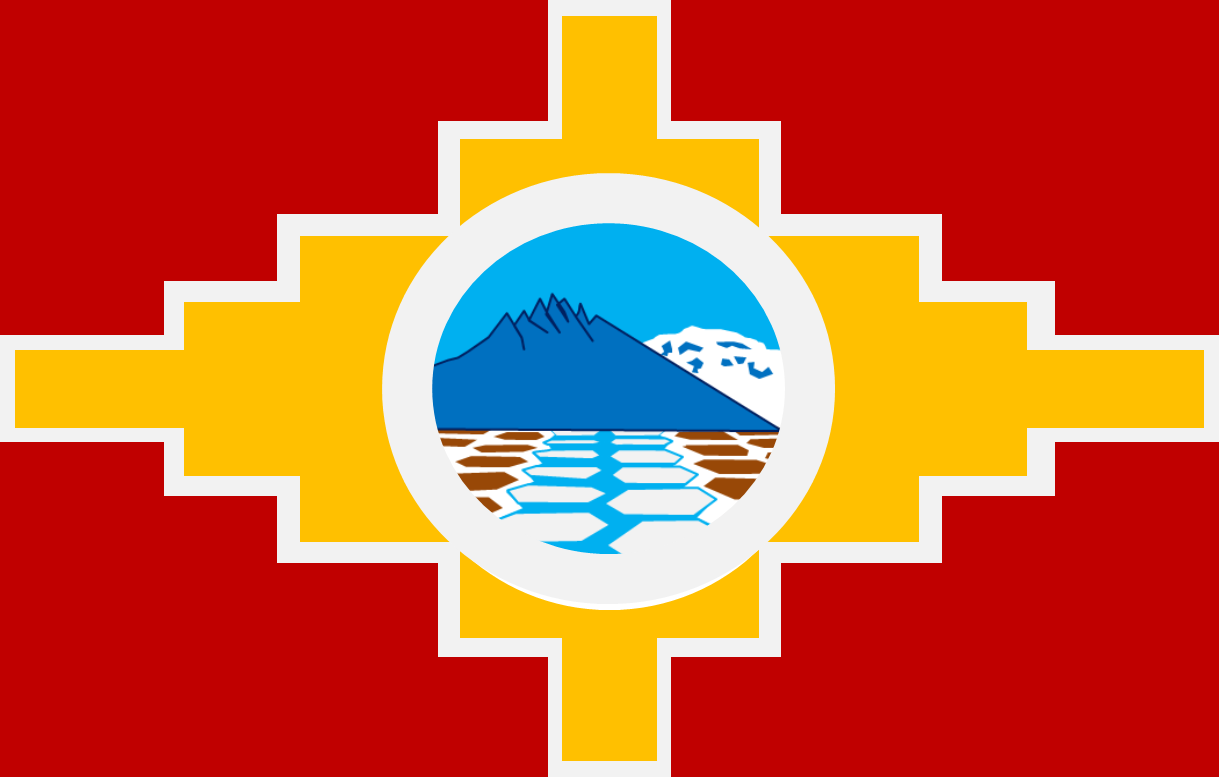
Santa Bárbara
Santa Juana
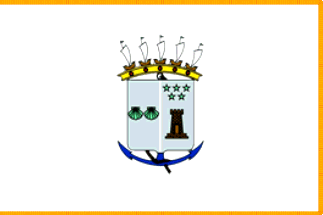
Talcahuano
Tirúa
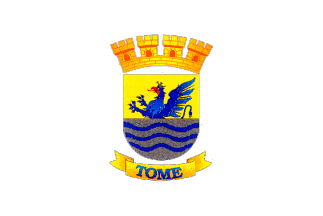
Tomé
Tucapel
Yumbel

## Coquimbo

Andacollo
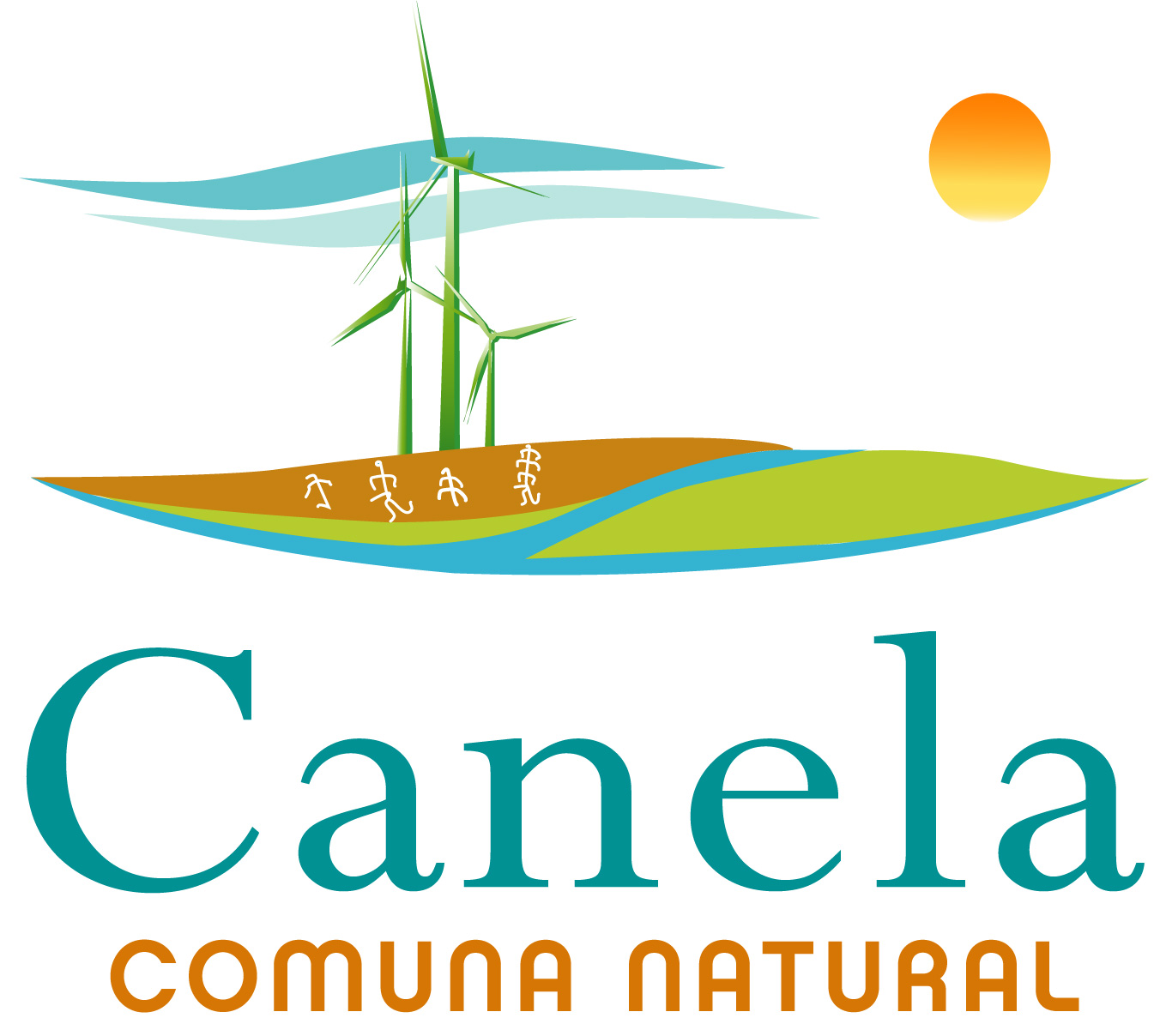
Canela
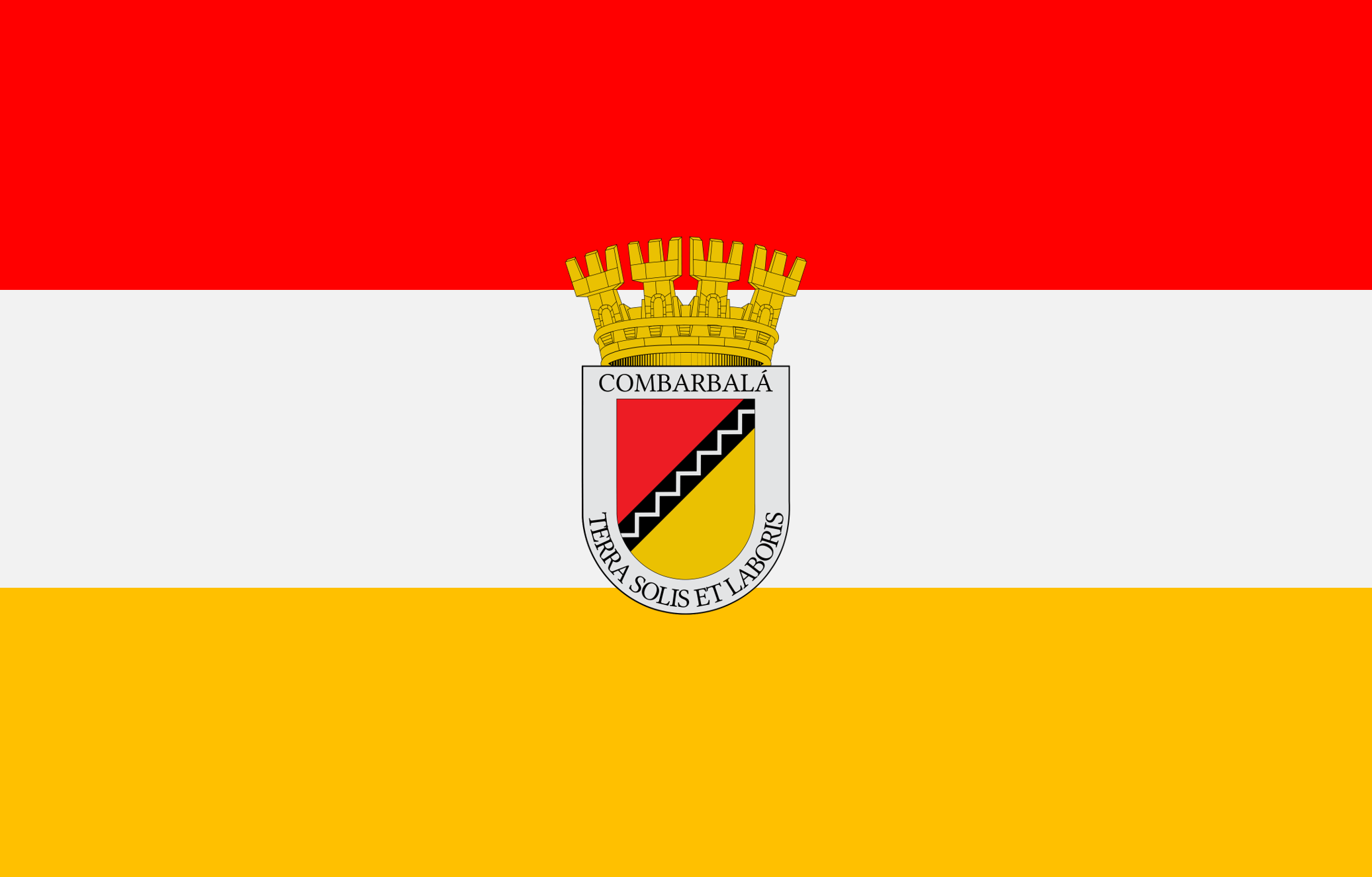
Combarbalá
Coquimbo
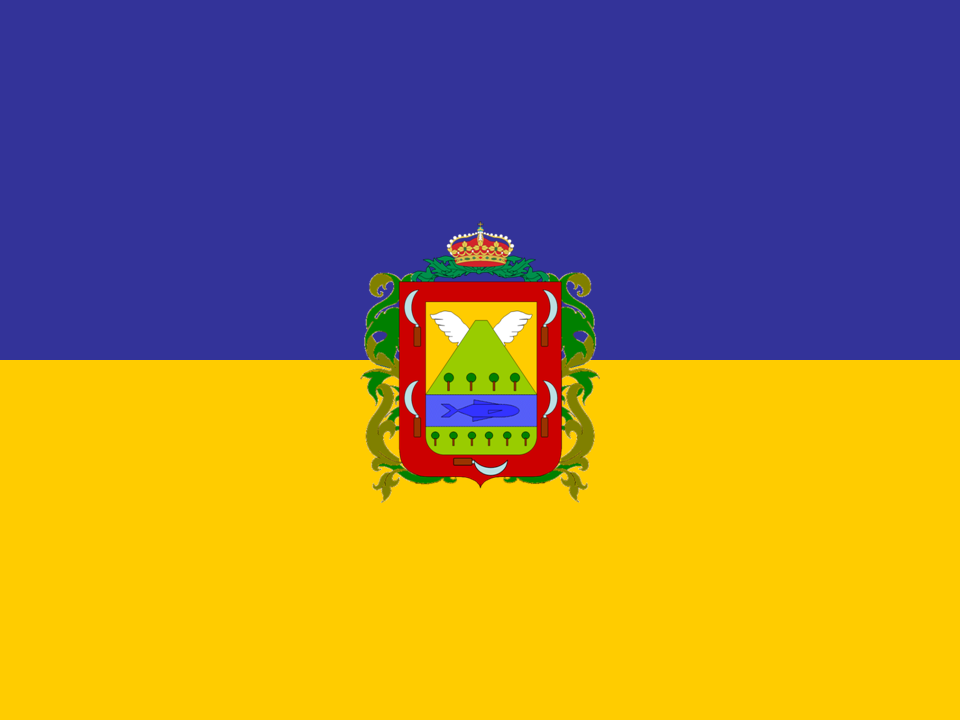
Illapel
La Higuera
La Serena
Los Vilos
Monte Patria
Ovalle
Paihuano
Punitaqui
Río Hurtado
Salamanca
Vicuña

## Los Lagos

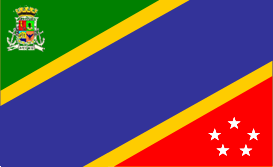
Ancud
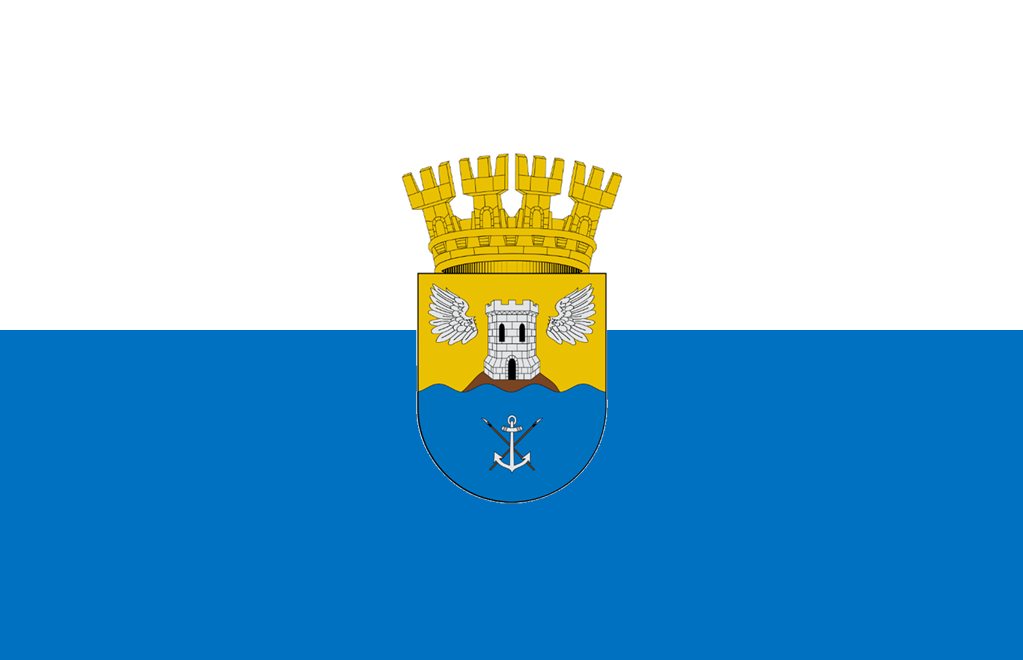
Calbuco
Castro
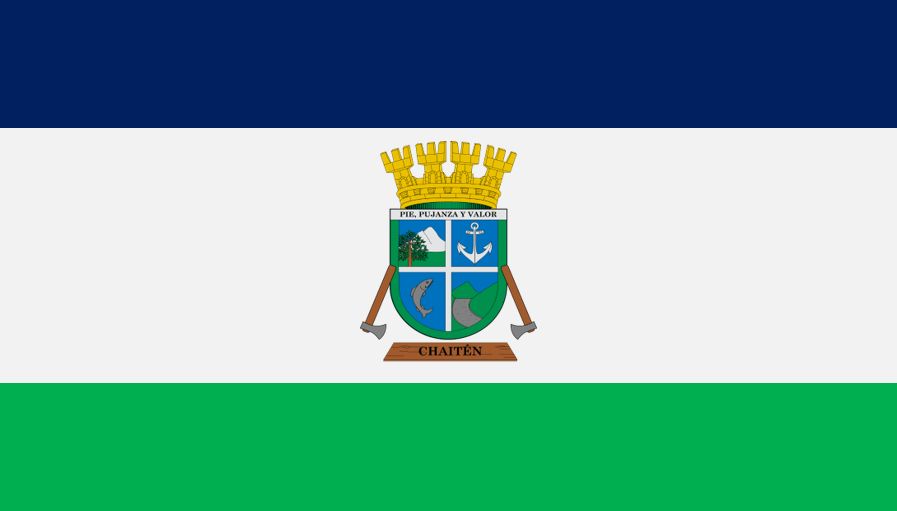
Chaitén
Chonchi
Cochamó
Curaco de Vélez
Dalcahue
Fresia
Frutillar
Futaleufú
Hualaihué
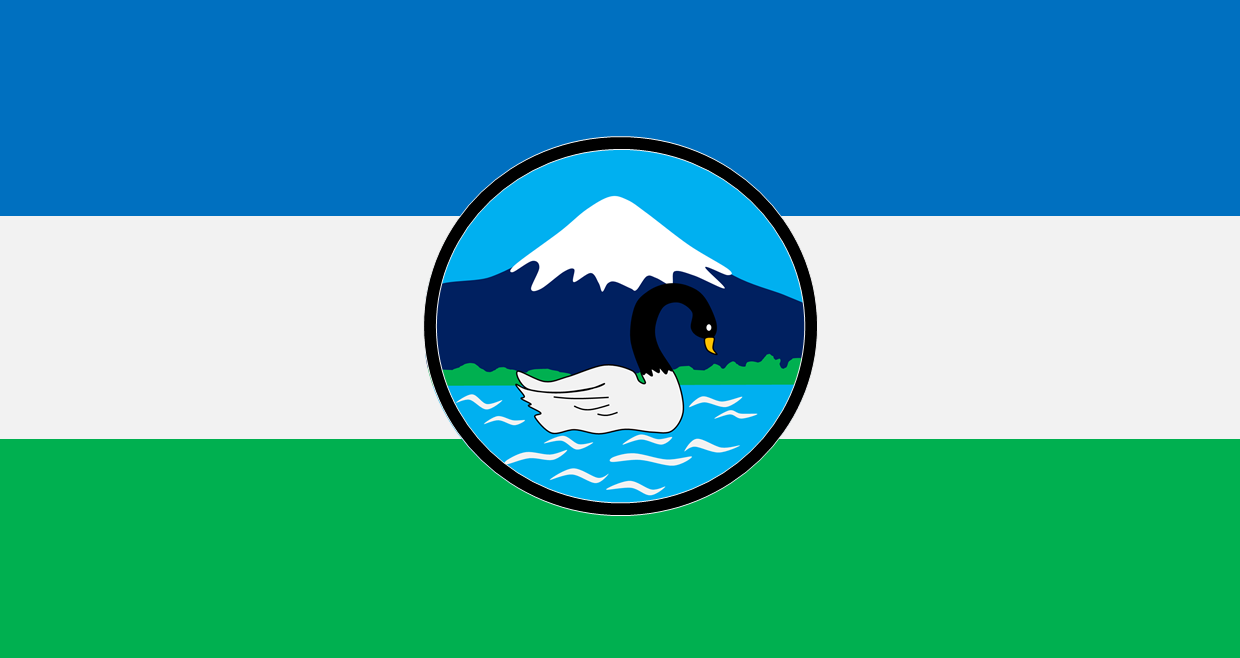
Llanquihue
Los Muermos
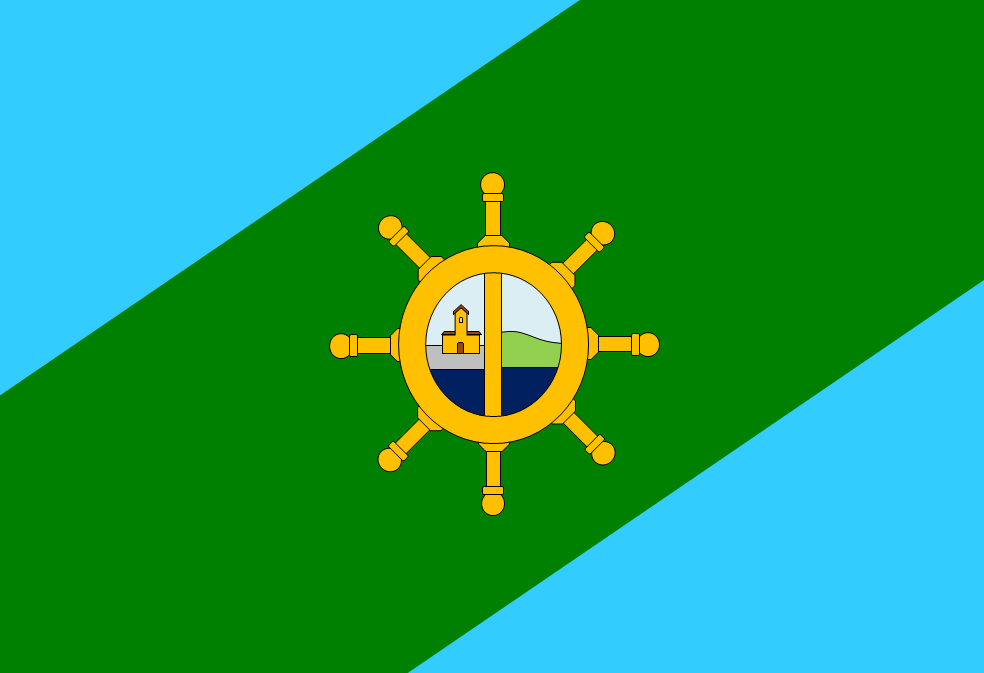
Maullín
Osorno
Palena
Puerto Montt
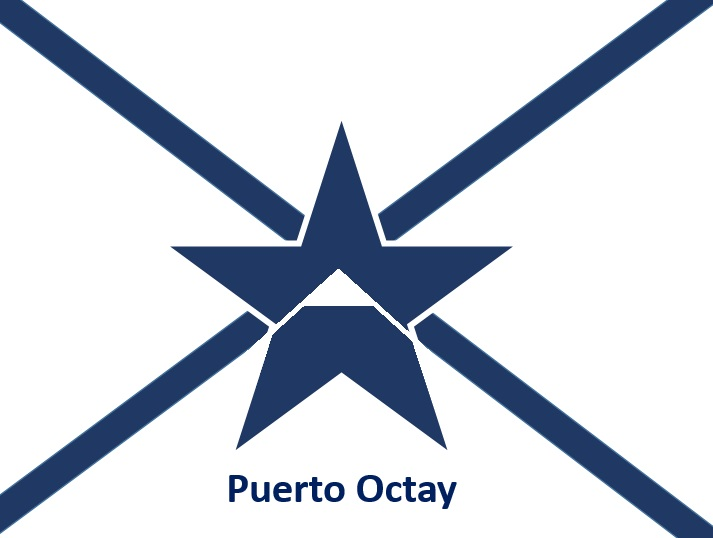
Puerto Octay
Puerto Varas
Puqueldón
Purranque
Puyehue
Queilén
Quellón
Quemchi
Quinchao
Río Negro
San Juan de la Costa
San Pablo

## Los Ríos

Corral
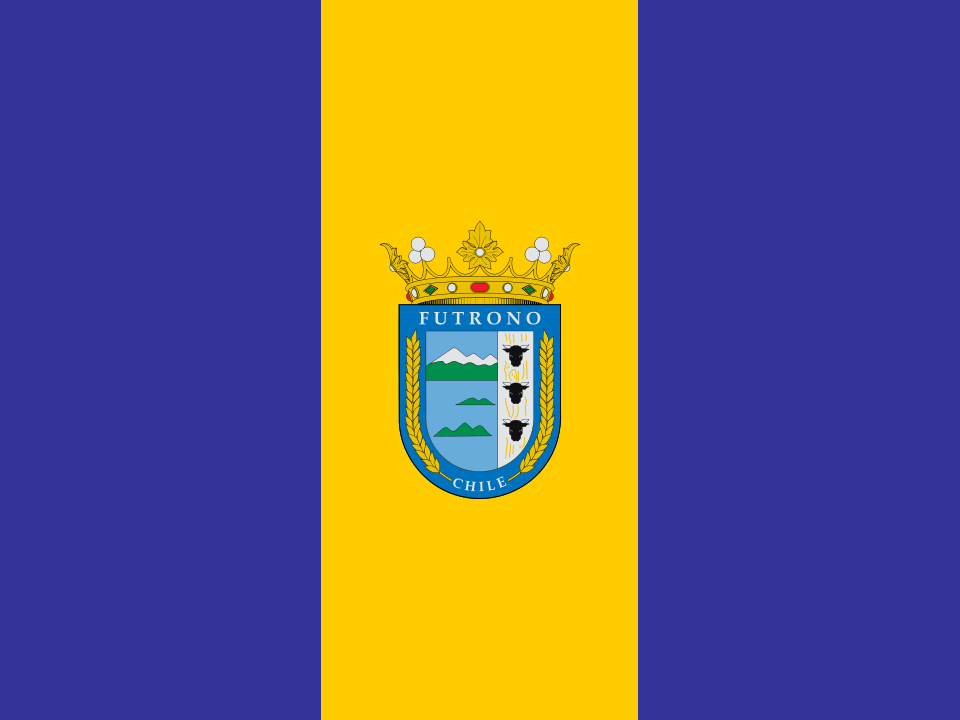
Futrono
La Unión
Lago Ranco
Lanco
Los Lagos
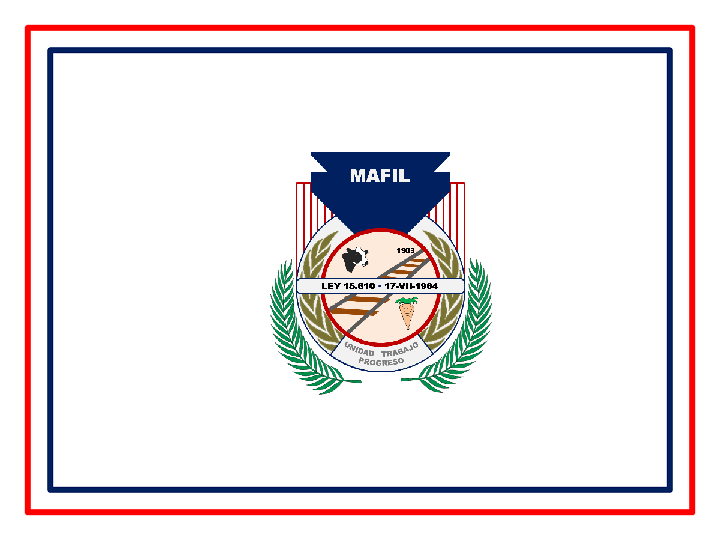
Máfil
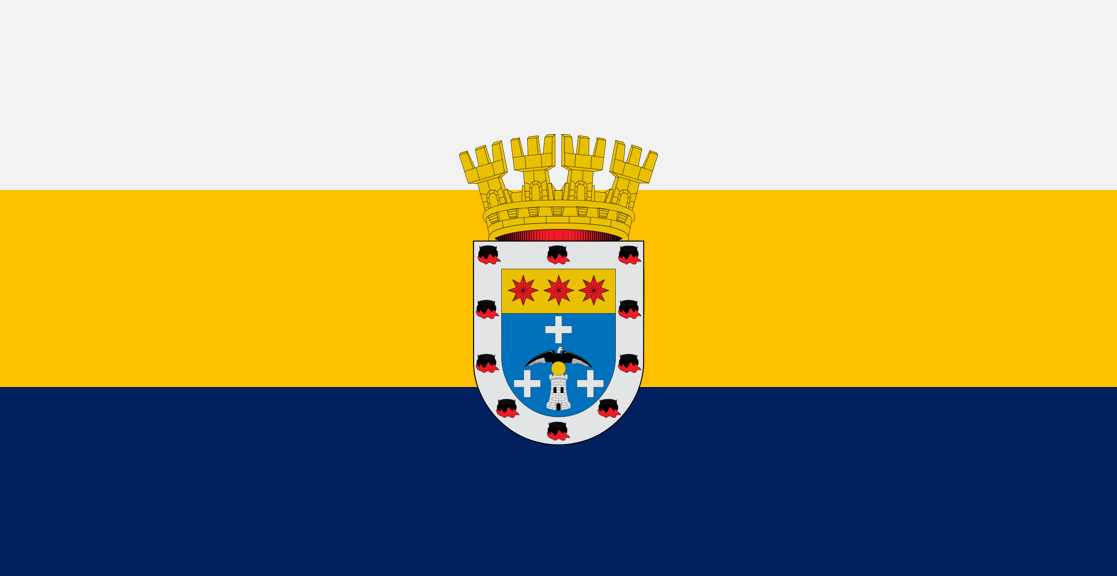
Mariquina
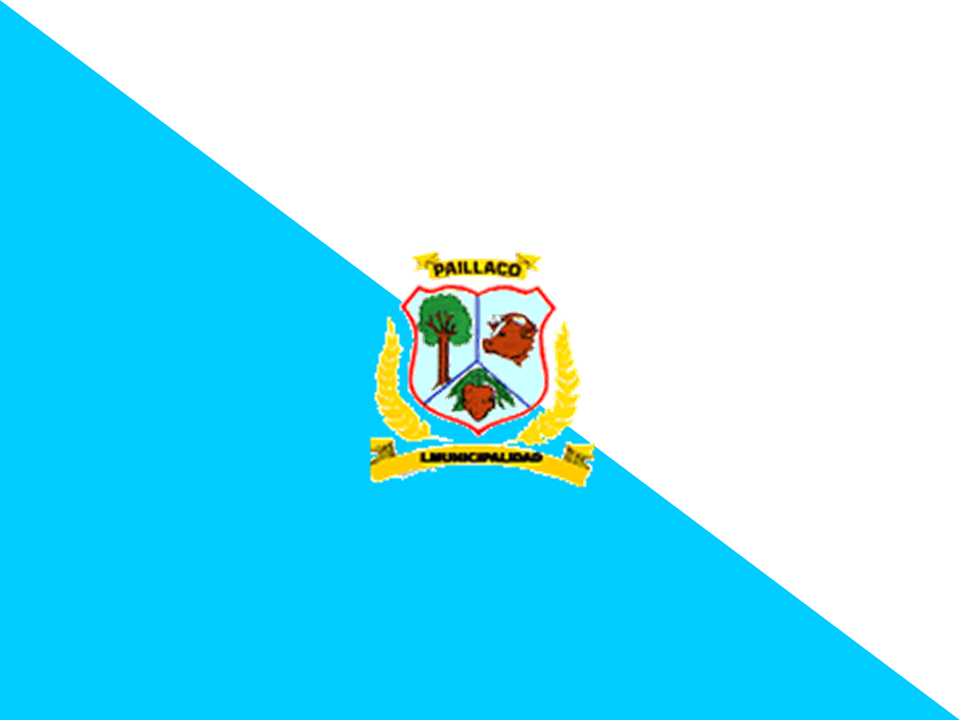
Paillaco
Panguipulli
Río Bueno
Valdivia

## Magallanes y la Antártica Chilena

Antártica
Cabo de Hornos
Laguna Blanca
Natales
Porvenir
Primavera
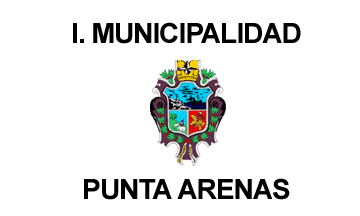
Punta Arenas
Río Verde
San Gregorio
Timaukel
Torres del Paine

## Maule

Cauquenes
Chanco
Colbún
Constitución
Curepto
Curicó
Empedrado
Hualañé
Licantén
Linares
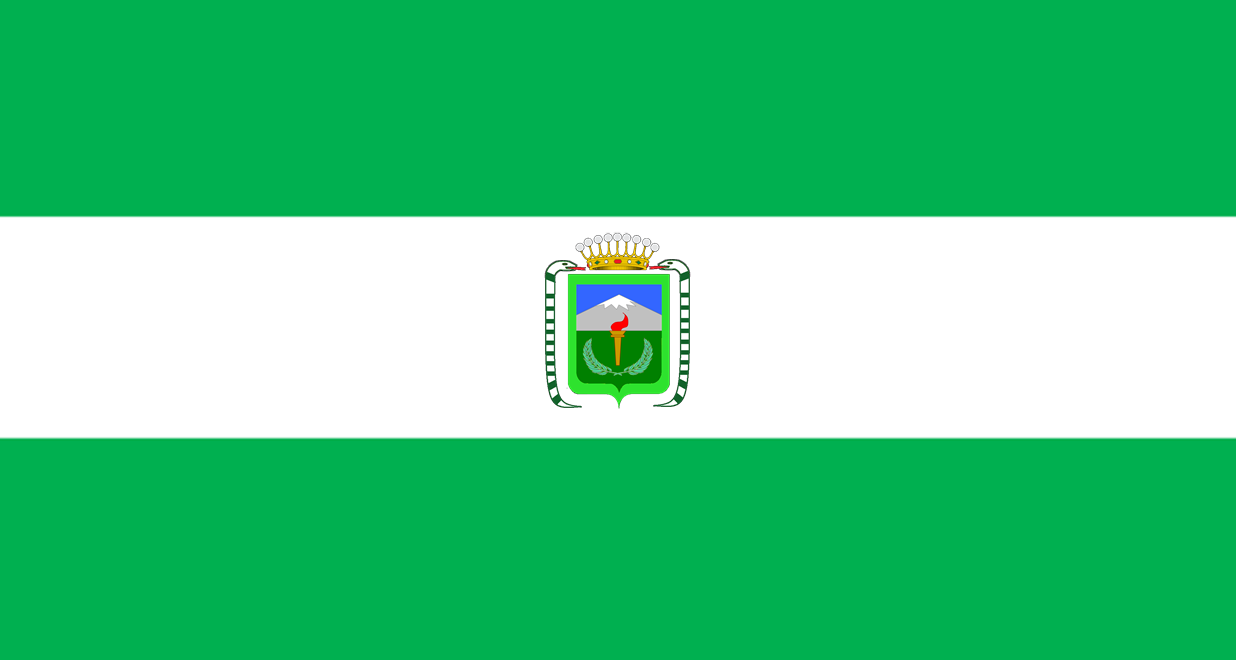
Longaví
Maule
Molina
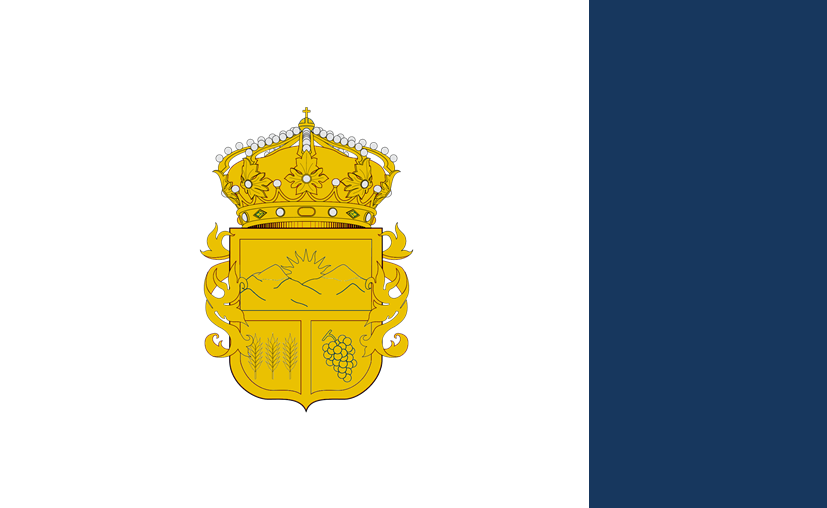
Parral
Pelarco
Pelluhue
Pencahue
Rauco
Retiro
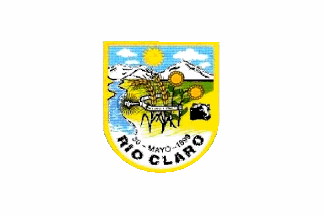
Río Claro
Romeral
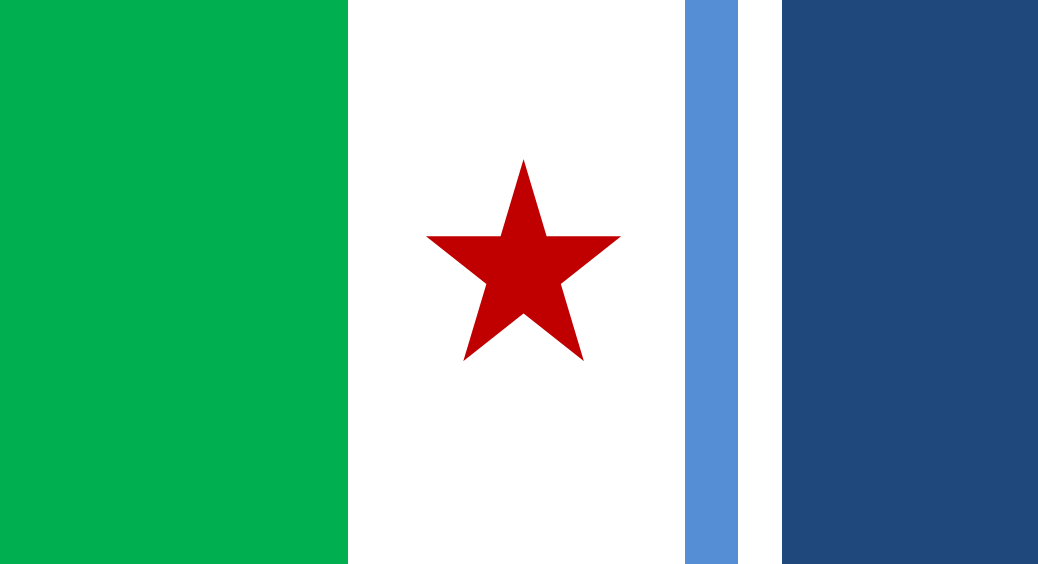
Sagrada Familia
San Clemente
San Javier de Loncomilla
San Rafael
Talca
Teno
Vichuquén
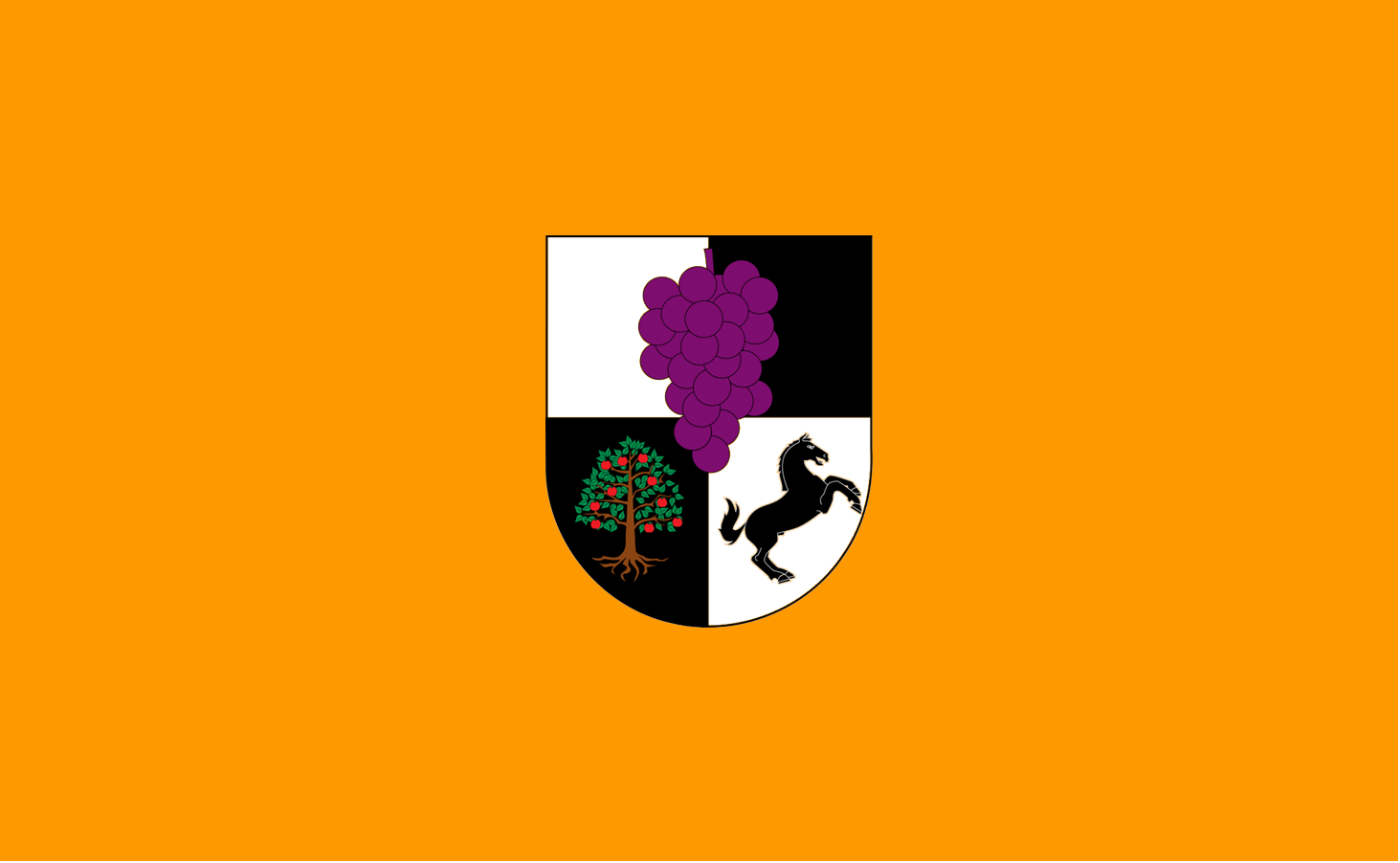
Villa Alegre
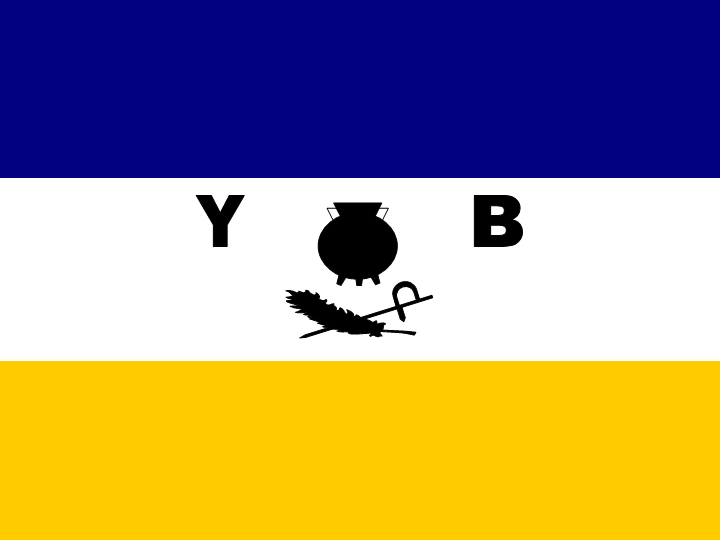
Yerbas Buenas

## Región Metropolitana de Santiago

Alhué
Buin
Calera de Tango
Cerrillos
Cerro Navia
Colina
Conchalí
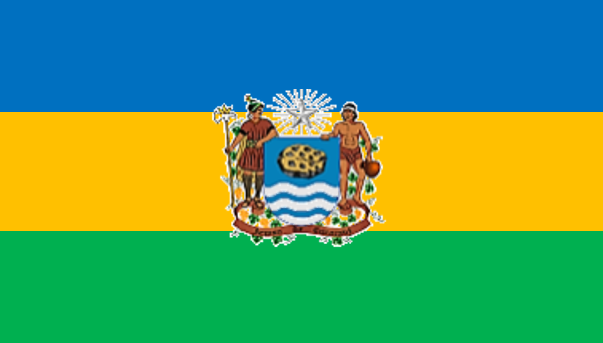
Curacaví
El Bosque
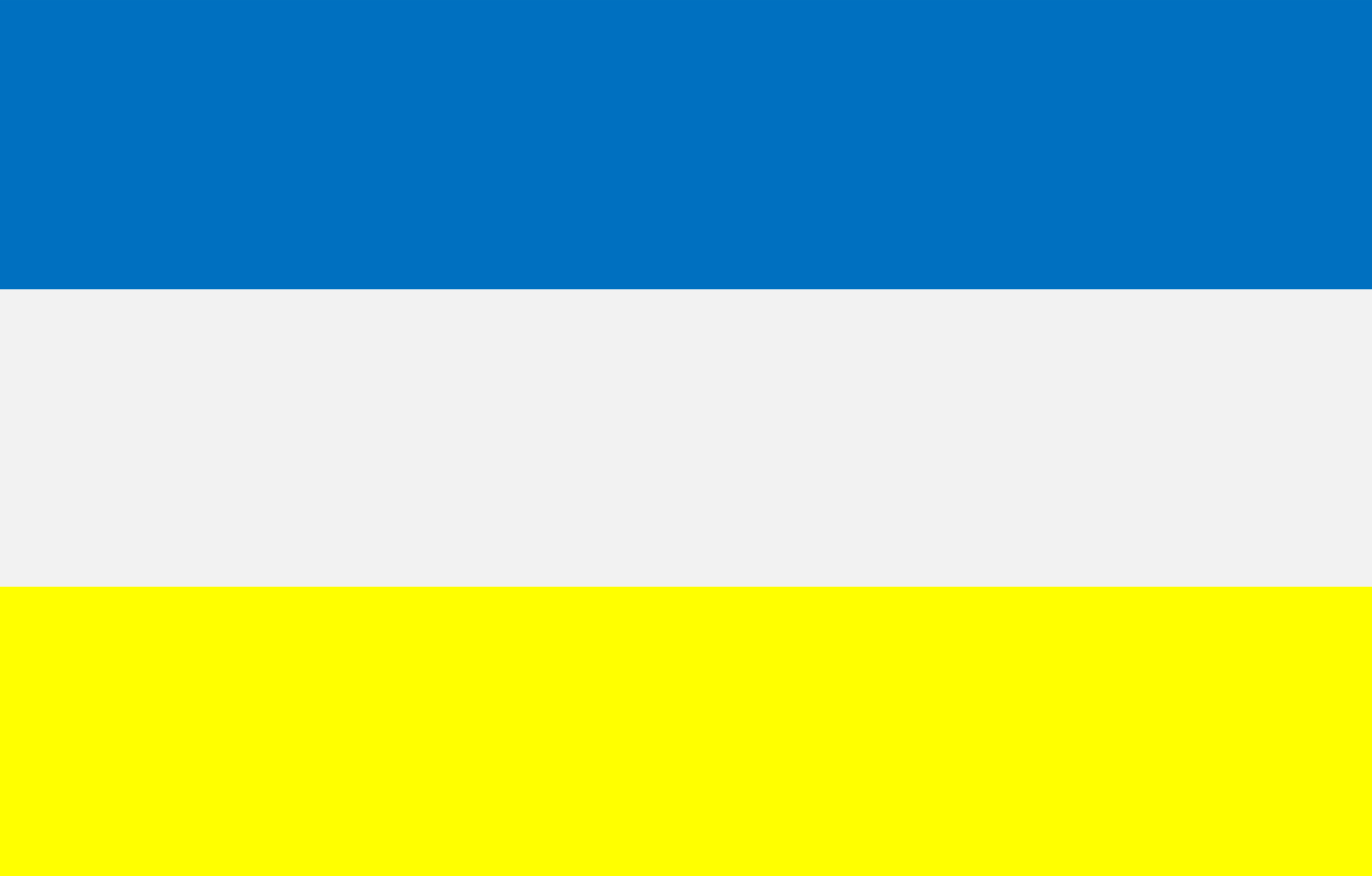
El Monte
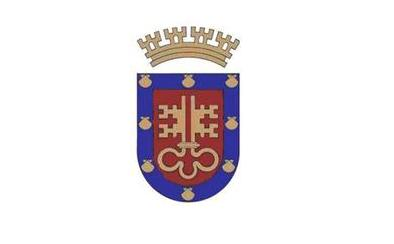
Estación Central
Huechuraba
Independencia
Isla de Maipo
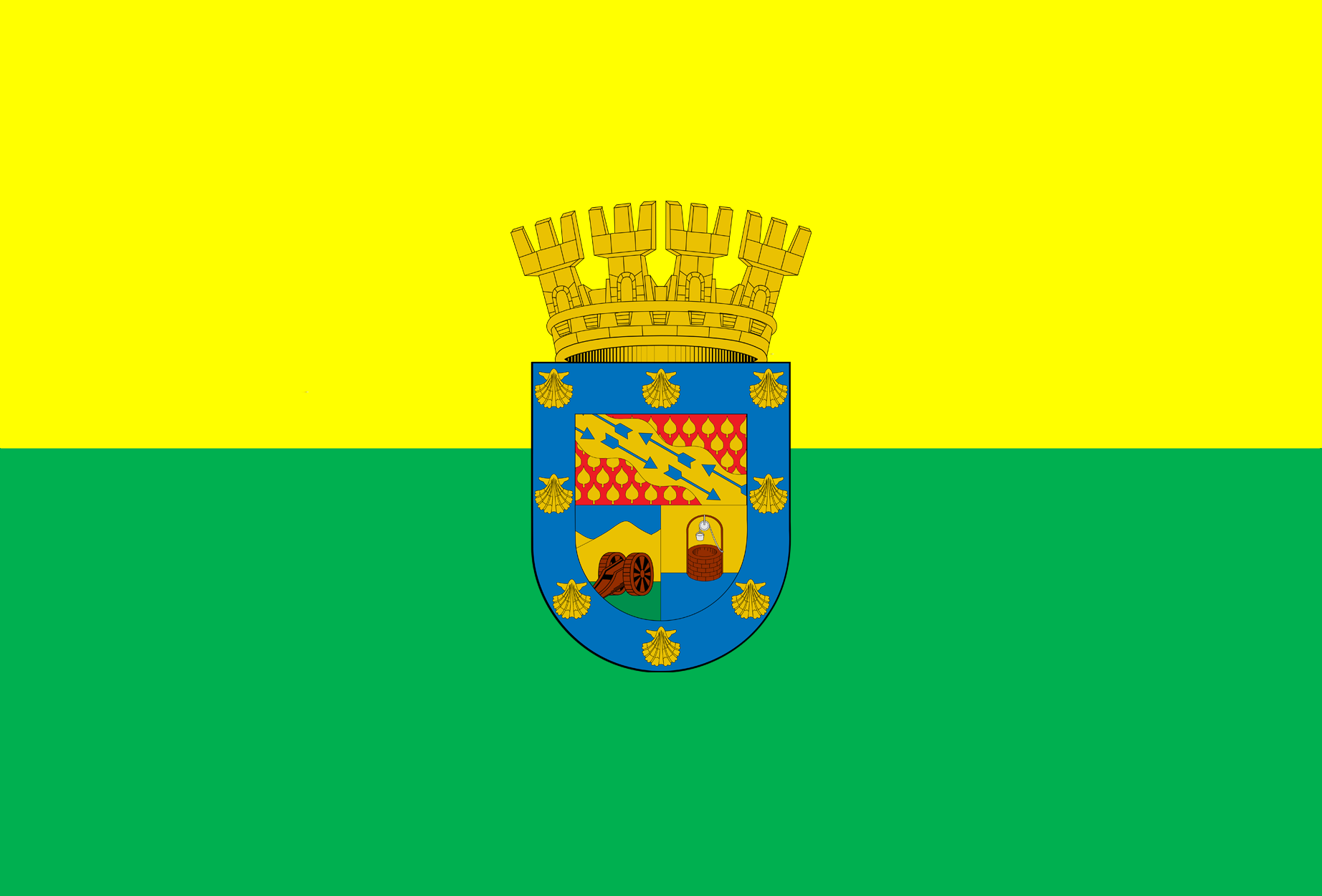
La Cisterna
La Florida
La Granja
La Pintana
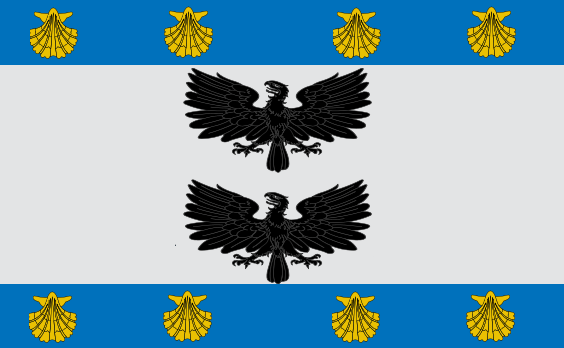
La Reina
Lampa
Las Condes
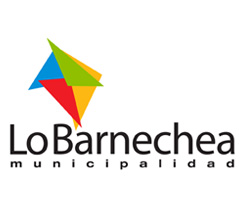
Lo Barnechea
Lo Espejo
Lo Prado
Macul
Maipú
María Pinto
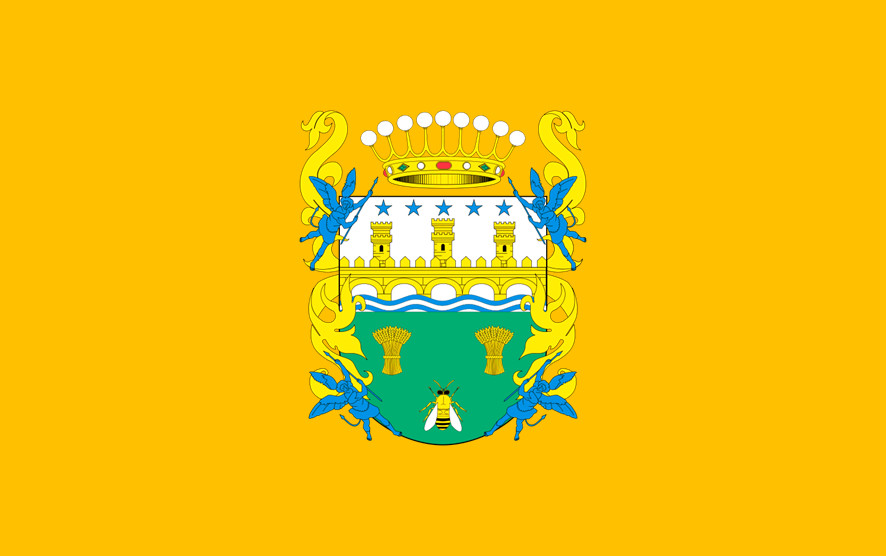
Melipilla
Ñuñoa
Padre Hurtado
Paine
Pedro Aguirre Cerda
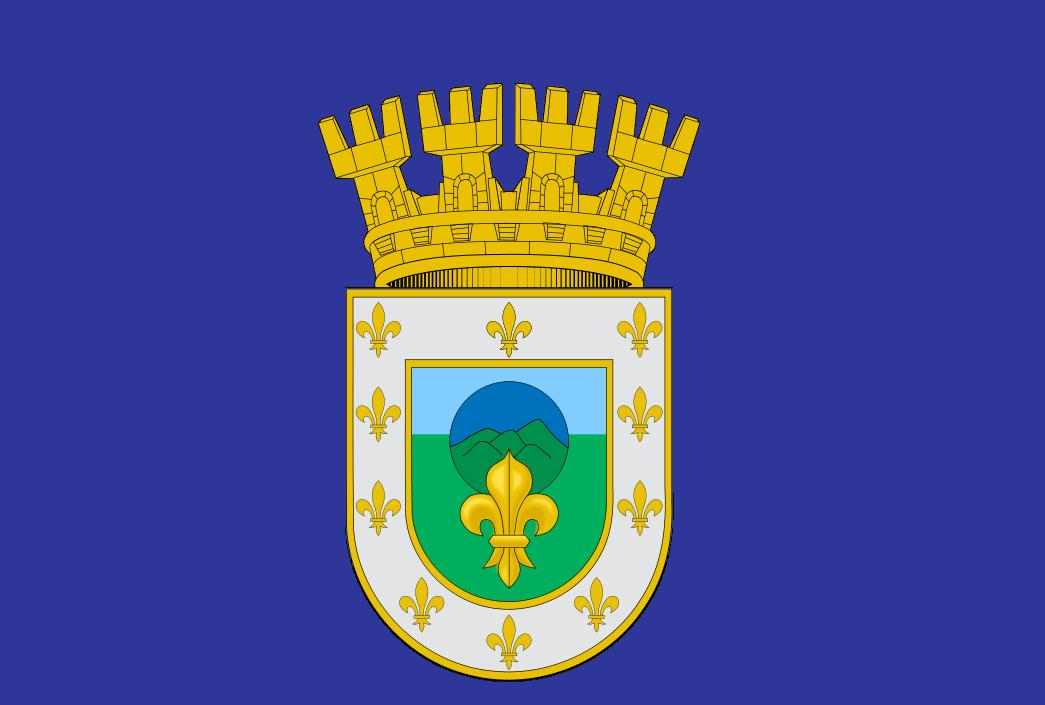
Peñaflor
Peñalolén
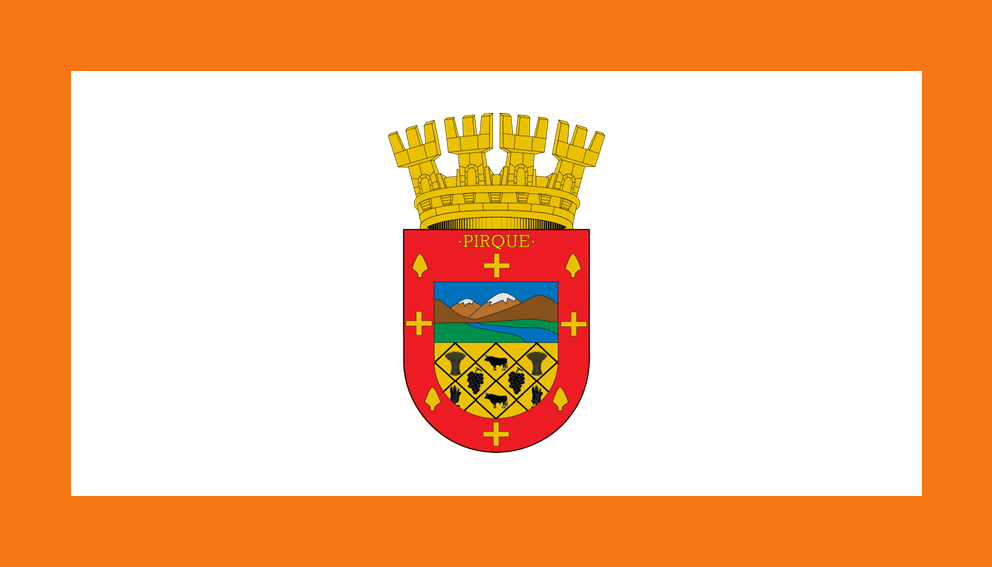
Pirque
Providencia
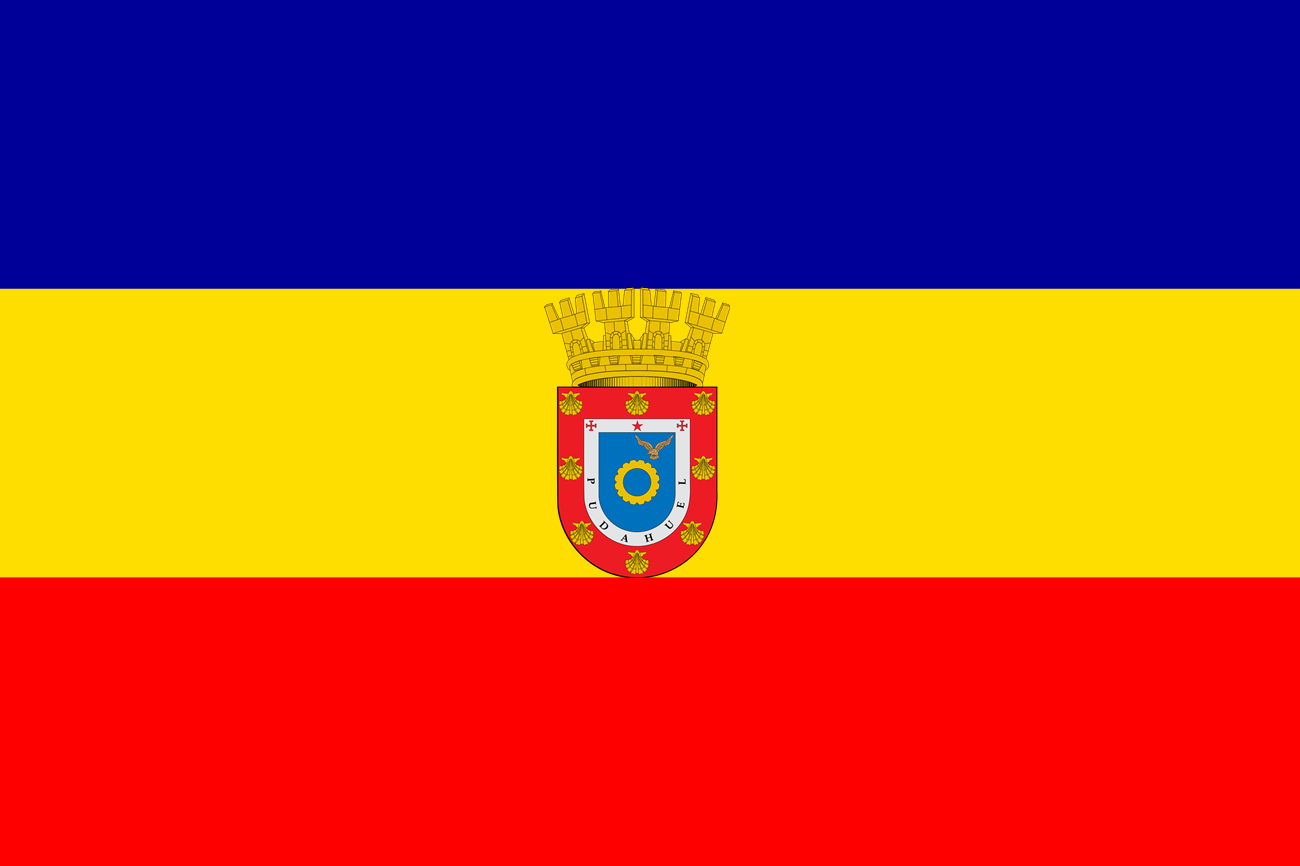
Pudahuel
Puente Alto
Quilicura
Quinta Normal
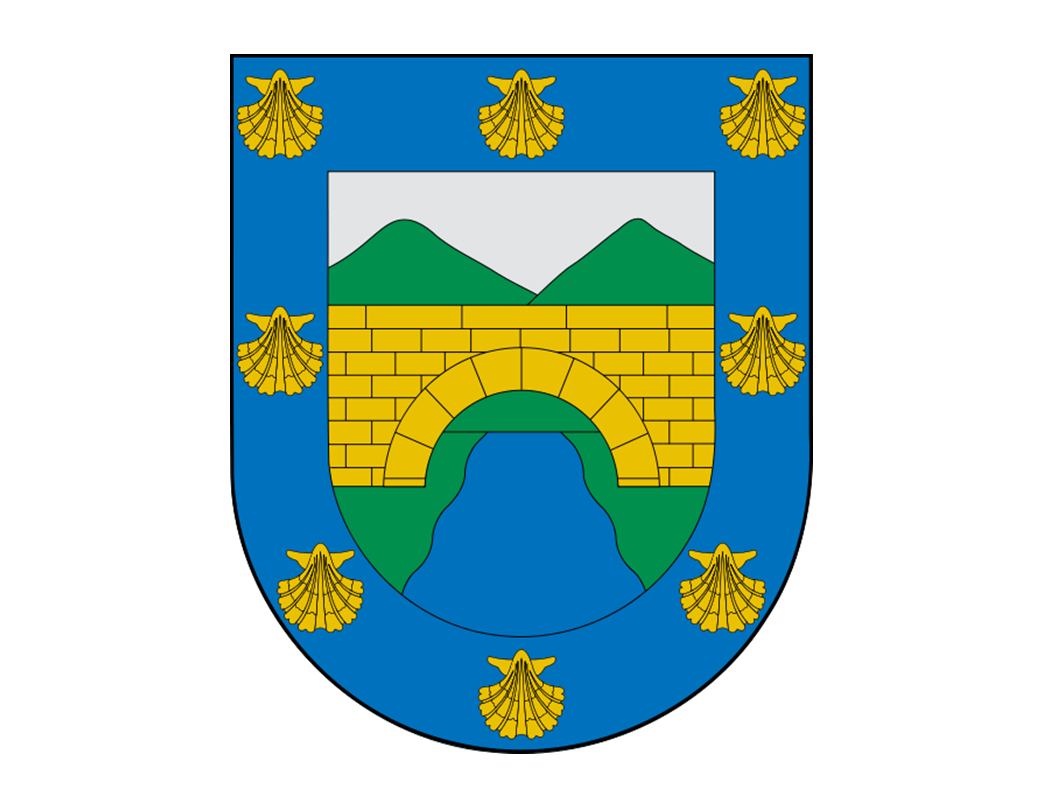
Recoleta
Renca
San Bernardo
San Joaquín
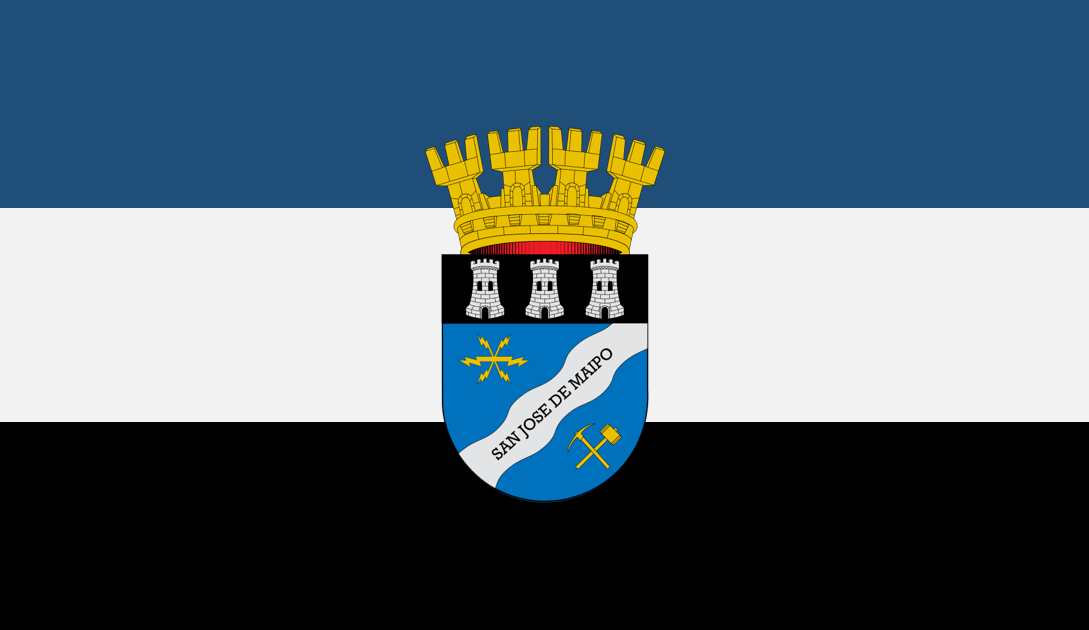
San José de Maipo
San Miguel
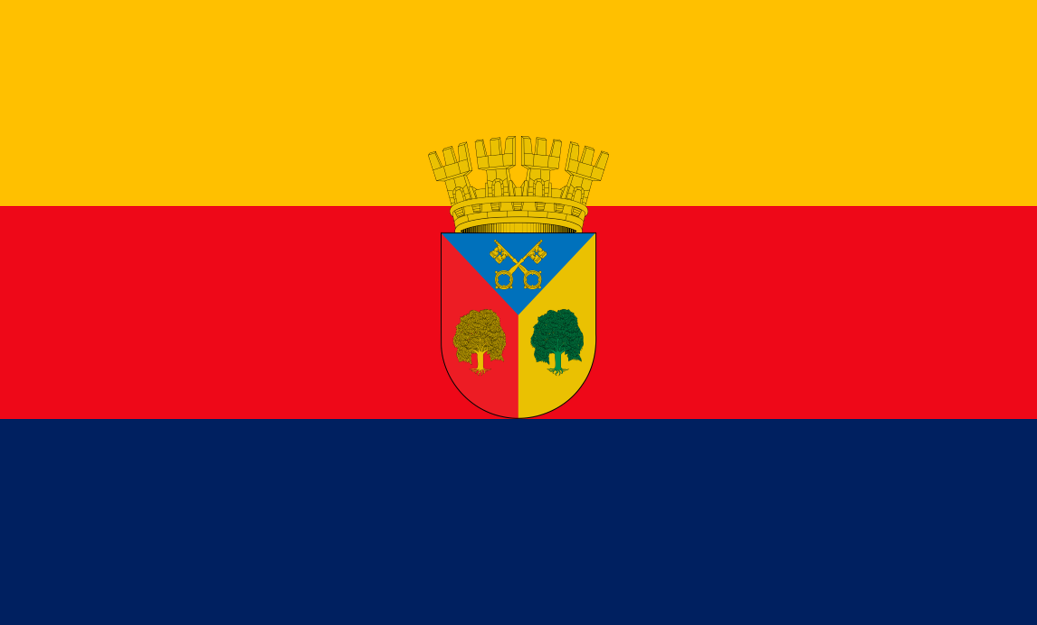
San Pedro
San Ramón
Santiago Vlag
Talagante
Tiltil
Vitacura

## Ñuble

Bulnes
Chillán
Chillán Viejo
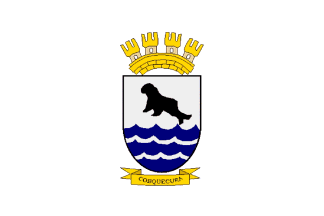
Cobquecura
Coelemu
Coihueco
El Carmen
Ninhue
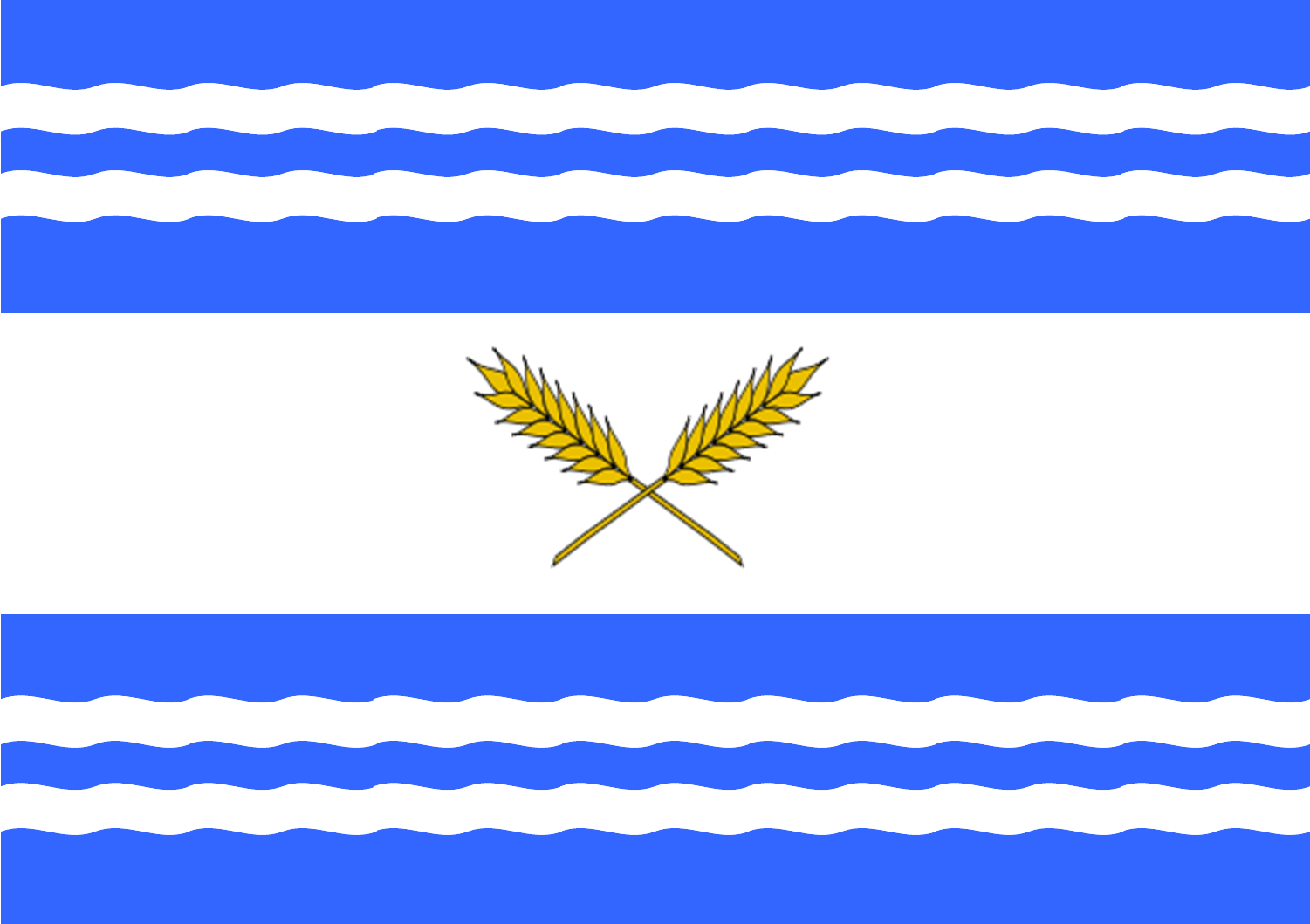
Ñiquén
Pemuco
Pinto
Portezuelo
Quillón
Quirihue
Ránquil
San Carlos
San Fabián
San Ignacio
San Nicolás
Treguaco
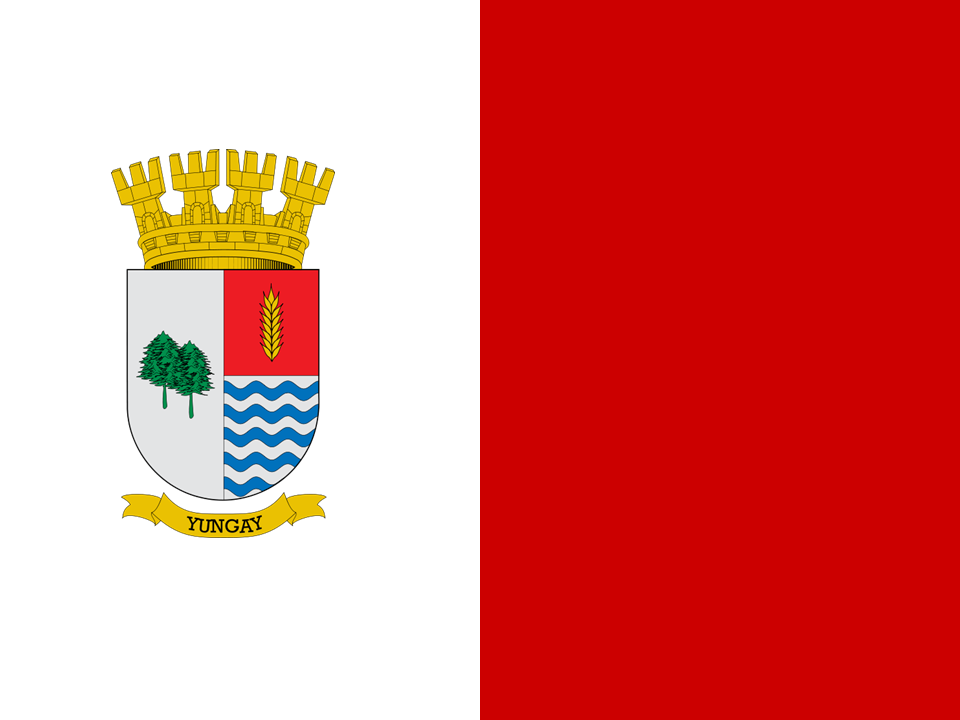
Yungay

## Libertador General Bernardo O'Higgins

Chépica
Chimbarongo
Codegua
Coinco
Coltauco
Doñihue
Graneros
La Estrella
Las Cabras
Litueche
Lolol
Machalí
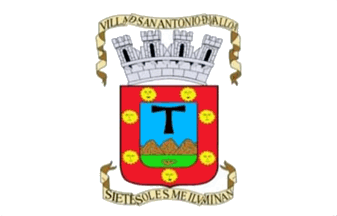
Malloa
Marchigüe
Mostazal
Nancagua
Navidad
Olivar
Palmilla
Paredones
Peralillo
Peumo
Pichidegua
Pichilemu
Placilla
Pumanque
Quinta de Tilcoco
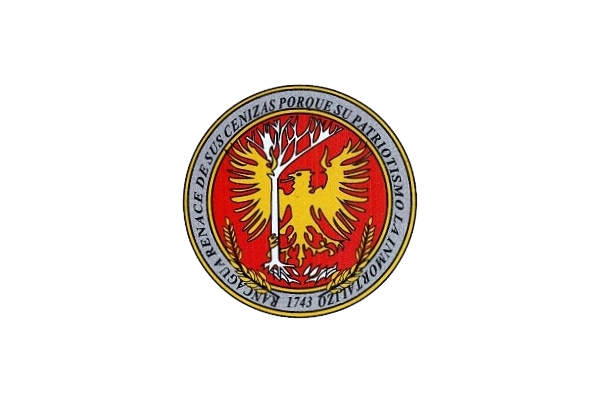
Rancagua
Rengo
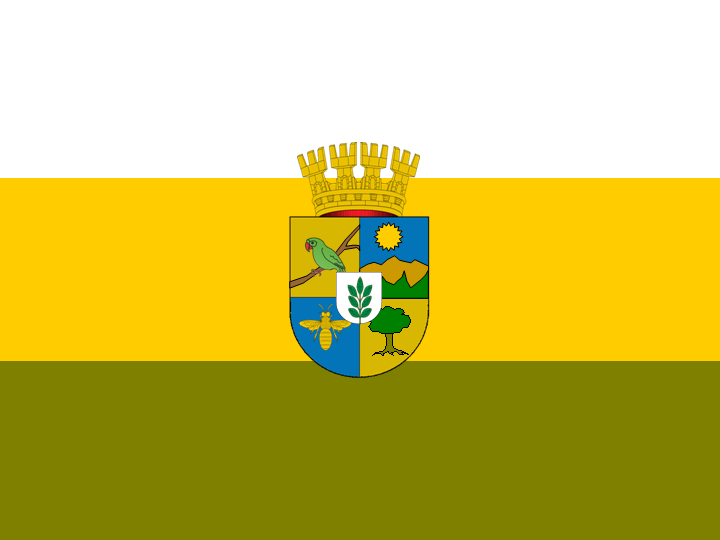
Requínoa
San Fernando
San Vicente de Tagua Tagua
Santa Cruz

## Tarapacá

Alto Hospicio
Camiña
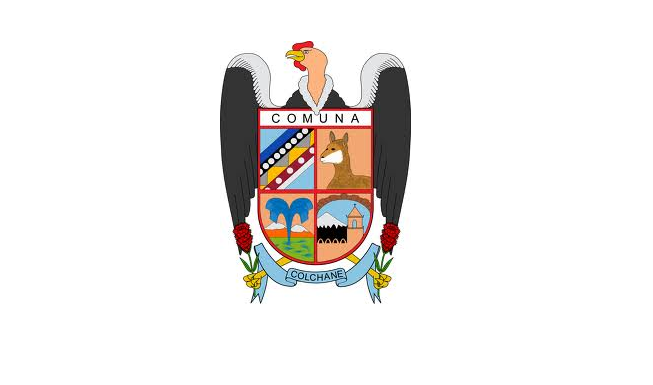
Colchane
Huara
Iquique
Pica
Pozo Almonte

## Valparaíso

Algarrobo
Cabildo
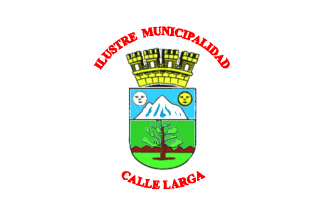
Calle Larga
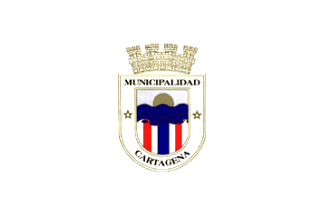
Cartagena
Casablanca
Catemu
Concón
El Quisco
El Tabo
Hijuelas
Juan Fernández
La Calera
La Cruz
La Ligua
Limache
Llaillay
Los Andes
Nogales
Olmué
Paaseiland: Vlag
Panquehue
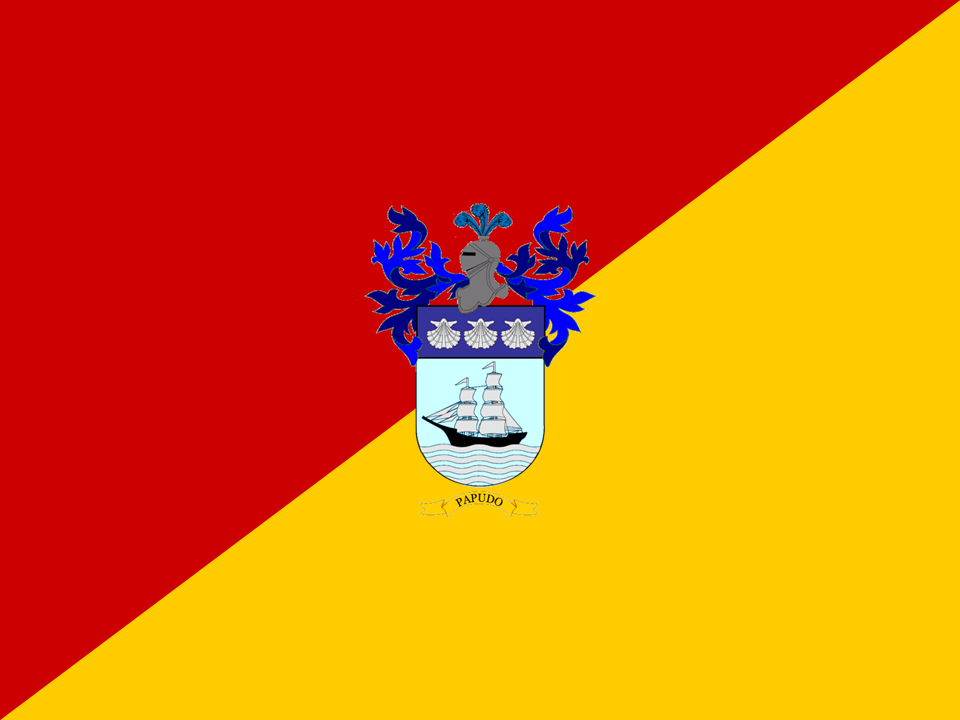
Papudo
Petorca
Puchuncaví
Putaendo
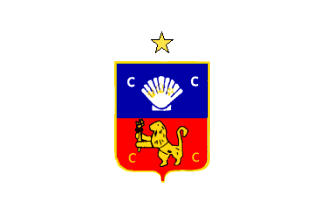
Quillota
Quilpué
Quintero
Rinconada
San Antonio
San Esteban
San Felipe
Santa María
Santo Domingo
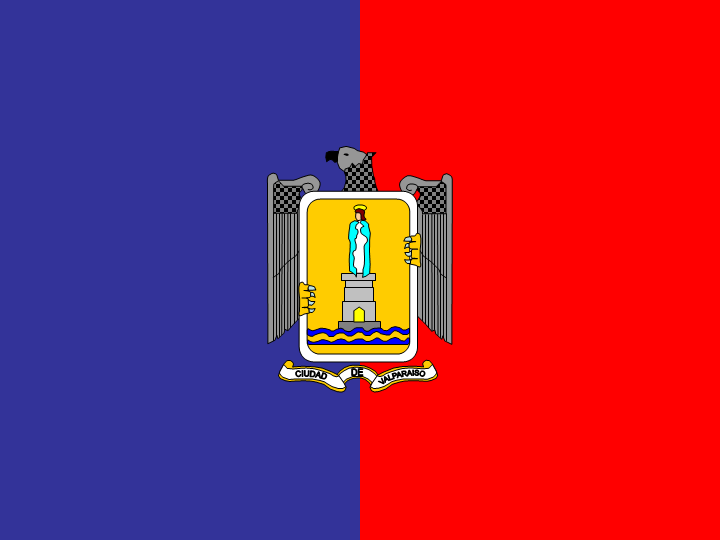
Valparaíso
Villa Alemana
Viña del Mar
Zapallar

Andorra · Armenië · België · Bosnië en Herzegovina · Brazilië · Bulgarije · Canada · Chili · Colombia · Costa Rica · Denemarken · Duitsland · El Salvador · Estland · Frankrijk · Georgië · IJsland · Indonesië · Italië · Kaapverdië · Kosovo · Kroatië · Letland · Liechtenstein · Litouwen · Luxemburg · Malta · Mexico · Montenegro · Nederland · Noord-Macedonië · Noorwegen · Oekraïne · Oostenrijk · Oost-Timor · Polen · Portugal · Roemenië · Rusland · San Marino · Servië · Slovenië · Slowakije · Spanje · Tsjechië · Venezuela · Verenigd Koninkrijk · Verenigde Staten · Wit-Rusland · Zimbabwe · Zwitserland
Historisch: België · Nederland
Zie ook: Vlaggenlijsten (per land) · Vlaggen van afhankelijke gebieden · Vlaggen van subnationale entiteiten (per land) · Lijst van vlaggen van hoofdsteden